# A Feketelista epizódjainak listája
Ez a lap a Feketelista című sorozat epizódjainak listáját tartalmazza.

## Évados áttekintés
| Évad | Évad | Részek száma | Részek száma | Eredeti sugárzás     | Eredeti sugárzás | Eredeti adó        | Magyar sugárzás    | Magyar sugárzás     | Magyar adó |
| Évad | Évad | Részek száma | Részek száma | Évadbemutató         | Évadzáró         | Eredeti adó        | Évadbemutató       | Évadzáró            | Magyar adó |
| ---- | ---- | ------------ | ------------ | -------------------- | ---------------- | ------------------ | ------------------ | ------------------- | ---------- |
|      | 1.   | 22           | 22           | 2013. szeptember 23  | 2014. május 12.  |                    | 2014. április 16.  | 2014. szeptember 9. |            |
|      | 2.   | 22           | 22           | 2014. szeptember 22. | 2015. május 14.  | 2015. április 16.  | 2015. június 25.   |                     |            |
|      | 3.   | 23           | 23           | 2015. október 1.     | 2016. május 19.  | 2024. november 12. | 2024. december 12. |                     |            |
|      | 4.   | 22           | 22           | 2016. szeptember 22. | 2017. május 18.  |                    |                    |                     |            |
|      | 5.   | 22           | 22           | 2017. szeptember 27. | 2018. május 16.  |                    |                    |                     |            |
|      | 6.   | 22           | 22           | 2019. január 3.      | 2019. május 17.  |                    |                    |                     |            |
|      | 7.   | 19           | 19           | 2019. október 4.     | 2020. május 15.  |                    |                    |                     |            |
|      | 8.   | 22           | 22           | 2020. november 13.   | 2021. június 23. |                    |                    |                     |            |
|      | 9.   | 22           | 22           | 2021. október 21.    | 2022. május 27.  |                    |                    |                     |            |
|      | 10.  | 22           | 22           | 2023. február 26.    | 2023. július 13. |                    |                    |                     |            |

## Epizódok

### 1. évad (2013–2014)
| Sor. | Év. | Cím                                                         | Rendező           | Író                                                                                             | Premier                                | Nézettség    | Gyártási szám |
| --- | --- | ----------------------------------------------------------- | ----------------- | ----------------------------------------------------------------------------------------------- | -------------------------------------- | ------------ | ------------- |
| 1. | 1.  | Magánháború Bevezető (Pilot)                                | Joe Carnahan      | Jon Bokenkamp                                                                                   | 2013. szeptember 23. 2014. április 16. | 12,58 millió | 101           |
| Egy bűnöző lángelme feladja magát az FBI-nak egy meglepő ajánlattal, hogy elkapjanak egy ravasz terroristát – de csak egy bizonyos újonc profilozóval hajlandó tárgyalni.          |     |                                                             |                   |                                                                                                 |                                        |              |               |
| 2. | 2.  | A szabadúszó (The Freelancer)                               | Jace Alexander    | Jon Bokenkamp                                                                                   | 2013. szeptember 30. 2014. április 23. | 11,35 millió | 102           |
| Liz és Red egy bérgyilkos után nyomoznak, aki óriási katasztrófáknak álcázza tetteit. Az Igazságügyi Minisztérium eközben Red szándékait próbálja megérteni.                       |     |                                                             |                   |                                                                                                 |                                        |              |               |
| 3. | 3.  | Wujing (Wujing)                                             | Michael Watkins   | Lukas Reiter                                                                                    | 2013. október 7. 2014. április 30.     | 11,18 millió | 103           |
| Liz és Red beépülnek, hogy elfogjanak egy bérgyilkost, aki a CIA embereit tizedeli. Tom kérdezősködni kezd Liznél afelől az ember felől, aki megtámadta őt.                        |     |                                                             |                   |                                                                                                 |                                        |              |               |
| 4. | 4.  | Az elgőzösítő (The Stewmaker)                               | Vince Misiano     | Patrick Massett & John Zinman                                                                   | 2013. október 14. 2014. május 6.       | 10,93 millió | 104           |
| Amikor Liz koronatanúja eltűnik, Red egy gyilkost gyanúsít a történtek elkövetésével, aki szó szerint megfőzi áldozatait, akiknek végül nyomuk sem marad.                          |     |                                                             |                   |                                                                                                 |                                        |              |               |
| 5. | 5.  | A futár (The Courier)                                       | Nick Gomez        | John C. Kelley                                                                                  | 2013. október 21. 2014. május 13.      | 10,44 millió | 105           |
| Egy egyedülálló képességgel rendelkező baljós közvetítő az FBI-t egy eltűnt NSA-elemző nyomára vezeti.                                                                             |     |                                                             |                   |                                                                                                 |                                        |              |               |
| 6. | 6.  | Gina Zanetakos (Gina Zanetakos)                             | Adam Arkin        | Wendy West                                                                                      | 2013. október 28. 2014. május 20.      | 10,51 millió | 106           |
| Hogy tisztázza Tom nevét, Liz feladja őt az FBI-nak – ám hamarosan rájön, hogy Tom egy vállalati terroristával áll kapcsolatban.                                                   |     |                                                             |                   |                                                                                                 |                                        |              |               |
| 7. | 7.  | Frederick Barnes (Frederick Barnes)                         | Michael Watkins   | J. R. Orci                                                                                      | 2013. november 4. 2014. május 27.      | 10,37 millió | 107           |
| Egy metrón elkövetett vegyi támadást követően Liz és a csapat egy őrült tudósra vadászik, aki egykor a kormánynak dolgozott.                                                       |     |                                                             |                   |                                                                                                 |                                        |              |               |
| 8. | 8.  | Ludd tábornok (General Ludd)                                | Stephen Surjik    | Amanda Kate Shuman & J. R. Orci                                                                 | 2013. november 11. 2014. június 3.     | 10,69 millió | 108           |
| Redet felkérik, hogy segítsen Liznek és az FBI-nak egy antikapitalista titkos társaság felszámolásában, amely elszánt célja az Egyesült Államok gazdaságának térdre kényszerítése. |     |                                                             |                   |                                                                                                 |                                        |              |               |
| 9. | 9.  | Anslo Garrick 1. rész (Anslo Garrick)                       | Joe Carnahan      | Joe Carnahan                                                                                    | 2013. november 18. 2014. június 10.    | 10,96 millió | 109           |
| Miután Red majdnem merénylet áldozatává válik, az FBI ostrom alá kerül. Liz az épületen keresztüllopakodva próbálja visszafoglalni a létesítményt.                                 |     |                                                             |                   |                                                                                                 |                                        |              |               |
| 10. | 10. | Anslo Garrick: Befejezés 2. rész (Anslo Garrick Conclusion) | Michael Watkins   | Történet: Joe Carnahan & Jason George Tévéjáték: Joe Carnahan                                   | 2013. december 2. 2014. június 17.     | 11,67 millió | 110           |
| Liz és egy titokzatos idegen együtt harcolnak, hogy megmentsék Redet és Resslert Anslo Garricktől és bűnbandájától.                                                                |     |                                                             |                   |                                                                                                 |                                        |              |               |
| 11. | 11. | Az irgalmas szamaritánus (The Good Samaritan)               | Dan Lerner        | Brandon Margolis & Brandon Sonnier                                                              | 2014. január 13. 2014. június 24.      | 9,35 millió  | 111           |
| Egy sorozatgyilkos Liz múltjából újra színre lép, miközben Red kitartóan vadászik az árulójára.                                                                                    |     |                                                             |                   |                                                                                                 |                                        |              |               |
| 12. | 12. | Az alkimista (The Alchemist)                                | Vince Misiano     | Anthony Sparks                                                                                  | 2014. január 20. 2014. július 1.       | 8,83 millió  | 112           |
| Az FBI legújabb célpontja az Alkimista, aki a bűnösöket próbálja védelmezni az ártatlanok DNS-ének manipulálásával.                                                                |     |                                                             |                   |                                                                                                 |                                        |              |               |
| 13. | 13. | A Ciprus ügynökség (The Cyprus Agency)                      | Michael Watkins   | Lukas Reiter                                                                                    | 2014. január 27. 2014. július 8.       | 10,17 millió | 113           |
| Liz örökbefogadásának estéjén Red egy gazdagok számára fenntartott örökbefogadó ügynökség nyomára vezeti őt, amely valóban kegyetlen beszerzési módszereket alkalmaz.              |     |                                                             |                   |                                                                                                 |                                        |              |               |
| 14. | 14. | Madeline Pratt (Madeline Pratt)                             | Michael Zinberg   | Jim Campolongo                                                                                  | 2014. február 24. 2014. július 15.     | 11,18 millió | 114           |
| Egy femme fatale Red múltjából arra kéri őt, hogy segítsen egy ősi műtárgy megszerzésében – és ezzel az FBI-t egy értelmetlen hajtóvadászatba sodorja.                             |     |                                                             |                   |                                                                                                 |                                        |              |               |
| 15. | 15. | A bíró (The Judge)                                          | Peter Werner      | Jonathan Shapiro & Lukas Reiter                                                                 | 2014. március 3. 2014. július 22.      | 11,08 millió | 115           |
| Az FBI egy olyan Feketelistás nyomába ered, aki az ártatlanul bebörtönzötteknek tesz „igazságot”.                                                                                  |     |                                                             |                   |                                                                                                 |                                        |              |               |
| 16. | 16. | Mako Tanida (Mako Tanida)                                   | Michael Watkins   | Történet: Joe Carnahan Tévéjáték: John Eisendrath, Jon Bokenkamp, Patrick Massett & John Zinman | 2014. március 17. 2014. július 29.     | 10,97 millió | 116           |
| Miközben egy Yakuza maffiafőnök kiszabadul a börtönből, és elindul, hogy bosszút álljon Ressleren, Tom és Jolene szembenéznek egymással.                                           |     |                                                             |                   |                                                                                                 |                                        |              |               |
| 17. | 17. | Ivan (Ivan)                                                 | Randy Zisk        | J.R. Orci & Amanda Kate Shuman                                                                  | 2014. március 24. 2014. augusztus 5.   | 10,80 millió | 117           |
| Miközben egy bármilyen hálózat meghekkelésére képes kiberterroristát üldöz, Liz Jolene eltűnésében nyomoz.                                                                         |     |                                                             |                   |                                                                                                 |                                        |              |               |
| 18. | 18. | Milton Bobbit (Milton Bobbit)                               | Steven A. Adelson | Daniel Voll                                                                                     | 2014. március 31. 2014. augusztus 12.  | 11,39 millió | 118           |
| Miközben Tom valódi személyazonosságának feltárásán dolgozik, Liz egy kárbecslő után nyomoz, aki bérgyilkosokat toboroz hétköznapi emberekből.                                     |     |                                                             |                   |                                                                                                 |                                        |              |               |
| 19. | 19. | A Pavlovich testvérek (The Pavlovich Brothers)              | Paul Edwards      | Elizabeth Benjamin                                                                              | 2014. április 21. 2014. augusztus 19.  | 11,24 millió | 119           |
| Miközben az FBI egy emberrablókból álló szerb család után nyomoz, Red kihasználja őket, hogy felfedje Tom valódi kilétét – ami sorsdöntő konfrontációhoz vezet Lizzel.             |     |                                                             |                   |                                                                                                 |                                        |              |               |
| 20. | 20. | A királycsináló (The Kingmaker)                             | Karen Gaviola     | J. R. Orci & Lukas Reiter                                                                       | 2014. április 28. 2014. augusztus 26.  | 10,85 millió | 120           |
| Miközben az FBI egy Királycsináló néven ismert politikai kijáró nyomába ered, Red Fitch védelmét próbálja megszerezni egy ismeretlen ellenség ellen, aki megpróbálja elintézni őt. |     |                                                             |                   |                                                                                                 |                                        |              |               |
| 21. | 21. | Berlin (Berlin)                                             | Michael Zinberg   | John Eisendrath & Jon Bokenkamp                                                                 | 2014. május 5. 2014. szeptember 2.     | 10,47 millió | 121           |
| Miután megtudta az igazságot apja haláláról, Liz nem hajlandó Reddel tovább dolgozni, épp mikor Red helyzete egyre reménytelenebbé válik.                                          |     |                                                             |                   |                                                                                                 |                                        |              |               |
| 22. | 22. | Berlin: Végkifejlet (Berlin Conclusion)                     | Michael Watkins   | Történet: Richard D'Ovidio Tévéjáték: John Eisendrath, Jon Bokenkamp, Lukas Reiter & J. R. Orci | 2014. május 12. 2014. szeptember 9.    | 10,44 millió | 122           |
| Egy orosz repülőgép-baleset nyomán Liz kénytelen újra társulni Reddel, hogy Berlin nyomára bukkanjanak.                                                                            |     |                                                             |                   |                                                                                                 |                                        |              |               |

### 2. évad (2014–2015)
| Sor. | Év. | Cím                                                                               | Rendező           | Író | Premier                                | Nézettség    | Gyártási szám |
| --- | --- | --------------------------------------------------------------------------------- | ----------------- | --- | -------------------------------------- | ------------ | ------------- |
| 23. | 1.  | Lord Baltimore (Lord Baltimore)                                                   | Michael Watkins   | Jon Bokenkamp & John Eisendrath                                                                                | 2014. szeptember 22. 2015. április 16. | 12,55 millió | 201           |
| Egy titokzatos bérgyilkos veszélyezteti Reddington ex-feleségét; Liznek a Tommal való leszámolásának következményeivel kell számolnia; Cooper visszatér a különítményhez.                     |     |                                                                                   |                   | |                                        |              |               |
| 24. | 2.  | A Monarch Douglas Bank (Monarch Douglas Bank)                                     | Paul Edwards      | Kristen Reidel, Amanda Kate Shuman & Daniel Knauf                                                              | 2014. szeptember 29. 2015. április 16. | 10,51 millió | 202           |
| A különítmény egy furcsa Varsói bankrablás ügyét vizsgálja; Reddingtonnak megvan a terve, hogy megmentse az ex-feleségét, miközben Cooper új taggal bővíti a csapatot.                        |     |                                                                                   |                   | |                                        |              |               |
| 25. | 3.  | Dr. James Covington (Dr. James Covington)                                         | Karen Gaviola     | Lukas Reiter, J. R. Orci                                                                                       | 2014. október 6. 2015. április 23.     | 10,07 millió | 203           |
| Miközben a különítmény egy feketepiaci tevékenységet folytató bukott sebészre összpontosít, Reddingtonnak új lehetőségei adódnak; Liz bizalmatlanságát fejezi ki.                             |     |                                                                                   |                   | |                                        |              |               |
| 26. | 4.  | Dr. Linus Creel (Dr. Linus Creel)                                                 | Michael Watkins   | Mike Ostrowski                                                                                                 | 2014. október 13. 2015. április 23.    | 9,76 millió  | 204           |
| Mikor pár hétköznapi ember hirtelen gyilkolni kezd, Reddington egy vészjósló kísérletet feltételez a háttérben; Liz Naomihoz megy, és megpróbálja Redről kérdezni őt.                         |     |                                                                                   |                   | |                                        |              |               |
| 27. | 5.  | A front (The Front)                                                               | Steven A. Adelson | Történet: Adam Sussman Tévéjáték: Jim Campolongo & Adam Sussman                                                | 2014. október 20. 2015. április 30.    | 9,34 millió  | 205           |
| A különítmény egy halálos vírus elszabadítását tervező ökoterroristára vadászik; Reddington titokban megfigyeli Jennifert; Liz egy titkos pincébe látogat.                                    |     |                                                                                   |                   | |                                        |              |               |
| 28. | 6.  | A Mombasa Cartel (The Mombasa Cartel)                                             | David Platt       | Daniel Knauf                                                                                                   | 2014. október 27. 2015. április 30.    | 9,57 millió  | 206           |
| Liz és Reddington emberkereskedelemhez köthető orvvadászokkal küzdenek. Ressler függősége problémákat okoz. Liz titka pedig kiderül.                                                          |     |                                                                                   |                   | |                                        |              |               |
| 29. | 7.  | A handzsár (The Scimitar)                                                         | Karen Gaviola     | J. R. Orci & Lukas Reiter                                                                                      | 2014. november 3. 2015. május 7.       | 9,30 millió  | 207           |
| A különítmény egy nukleáris kutató emberrablásának ügyére összpontosít. A Tomtól kapott információnak hála Liz találkozót szervez Berlin és Reddington között.                                |     |                                                                                   |                   | |                                        |              |               |
| 30. | 8.  | A dekabrista (The Decembrist)                                                     | Michael Watkins   | John Eisendrath & Jon Bokenkamp                                                                                | 2014. november 10. 2015. május 7.      | 9,75 millió  | 208           |
| Reddington és Berlin váratlan szövetségre lépnek Moszkvában. Liz megpróbálja megtartani titkát Tomról, miközben Tom és Reddington is titkolózni kezdenek.                                     |     |                                                                                   |                   | |                                        |              |               |
| 31. | 9.  | Luther Braxton (Luther Braxton)                                                   | Joe Carnahan      | Történet: J. R. Orci, Lukas Reiter, John Eisendrath & Jon Bokenkamp Tévéjáték: Jon Bokenkamp & John Eisendrath | 2015. február 1. 2015. május 14.       | 25,72 millió | 209           |
| Miután Reddingtont bezárják egy távoli fogdában, Liz, Ressler és Samar megpróbálják kiszabadítani. Braxton elmondja Liznek, mit tud.                                                          |     |                                                                                   |                   | |                                        |              |               |
| 32. | 10. | Luther Braxton: Befejezés Luther Braxton: Végkifejlet (Luther Braxton Conclusion) | Michael Watkins   | Történet: Kristen Reidel & Vincent Angell Tévéjáték: Mike Ostrowski & Jim Campolongo                           | 2015. február 5. 2015. május 14.       | 10,11 millió | 210           |
| A börtöntámadás után Cooper mentőcsapat küld. Braxton elfogja Lizt és megpróbálja felfedni gyermekkori emlékeit a tűzről.                                                                     |     |                                                                                   |                   | |                                        |              |               |
| 33. | 11. | Ruslan Denisov (Ruslan Denisov)                                                   | Andrew McCarthy   | Jonathan Shapiro & Lukas Reiter                                                                                | 2015. február 12. 2015. május 21.      | 8,19 millió  | 211           |
| Liz, Ressler és Reddington együtt próbálnak elfogni egy bűnöző lángészt, aki túszul ejtett néhány embert. Egy helyben történt gyilkosság később problémákat okozhat Liz számára.              |     |                                                                                   |                   | |                                        |              |               |
| 34. | 12. | A Kenyon család (The Kenyon Family)                                               | David Platt       | Vincent Angell & Daniel Knauf                                                                                  | 2015. február 19. 2015. május 21.      | 7,71 millió  | 212           |
| Egy poligám szektavezér ellen folytatott nyomozás során az illegális fegyverkereskedelem is szóba kerül. Reddington megpróbálja meghatározni Fitch titokzatos széfjének helyét.               |     |                                                                                   |                   | |                                        |              |               |
| 35. | 13. | A szarvas vadász (The Deer Hunter)                                                | Andrew McCarthy   | Amanda Kate Shuman                                                                                             | 2015. február 26. 2015. május 28.      | 8,01 millió  | 213           |
| A különítmény egy sorozatgyilkos nyomába ered, aki évek óta szedi áldozatait. Liz és Red vitába keverednek a Fulcrum miatt.                                                                   |     |                                                                                   |                   | |                                        |              |               |
| 36. | 14. | IV. T. Earl King T. Earl King VI. (T. Earl King VI)                               | Steven A. Adelson | Brandon Sonnier, Brandon Margolis                                                                              | 2015. március 5. 2015. május 28.       | 8,23 millió  | 214           |
| Reddingtont elrabolják, miután az FBI-nak egy hírhedt bűnöző családról beszél. Mielőtt beépülne, Tom számára nyilvánvalóvá válik, hogy még mindig érez valamit Liz iránt.                     |     |                                                                                   |                   | |                                        |              |               |
| 37. | 15. | Az őrnagy (The Major)                                                             | Michael Watkins   | Jon Bokenkamp, John Eisendrath & Lukas Reiter                                                                  | 2015. március 12. 2015. június 4.      | 7,53 millió  | 215           |
| Miután Lizt egy olyan gyilkossággal vádolják, amit nem követett el, Reddingtonnak egyedül kell a dolgok után járnia, és Németországba utazik, hogy megkeresse Tomot.                          |     |                                                                                   |                   | |                                        |              |               |
| 38. | 16. | Tom Keen (Tom Keen)                                                               | Andrew McCarthy   | Történet: J. R. Orci, Lukas Reiter, Jon Bokenkamp & John Eisendrath Tévéjáték: Lukas Reiter & J. R. Orci       | 2015. március 19. 2015. június 4.      | 8,64 millió  | 216           |
| Reddingtont és Resslert szorítja az idő, hogy megtalálják Tomot, miközben bizonyíték formálódik Liz bűnösségéről. Egy súlyos megállapítás komoly hatással lesz a különítményre.               |     |                                                                                   |                   | |                                        |              |               |
| 39. | 17. | A hosszú élet projekt (The Longevity Initiative)                                  | Donald Thorin Jr. | Lukas Reiter és J. R. Orci                                                                                     | 2015. március 26. 2015. június 11.     | 8,12 millió  | 217           |
| Egy félelmetes felfedezés Reddingtont és Lizt egy halhatatlansági kísérleteket végző tudóshoz vezeti. Tom érzései Liz iránt mindkettőjüket veszélybe sodorhatják.                             |     |                                                                                   |                   | |                                        |              |               |
| 40. | 18. | Vanessa Cruz (Vanessa Cruz)                                                       | Guy Ferland       | Vincent Angell & Daniel Knauf                                                                                  | 2015. április 2. 2015. június 11.      | 7,70 millió  | 218           |
| A különítmény egy gazdag üzletemberekre vadászó titokzatos nő nyomába ered. A Fulcrum miatti összecsapás nem kívánt következményekkel zárul.                                                  |     |                                                                                   |                   | |                                        |              |               |
| 41. | 19. | Leonard Caul (Leonard Caul)                                                       | Michael Waxman    | Brandon Margolis, Brandon Sonnier, Kristen Reidel & Jim Campolongo                                             | 2015. április 23. 2015. június 18.     | 7,47 millió  | 19            |
| Miközben Liz megpróbálja megmenteni Reddington életét, aki súlyosan megsebesült, Connolly politikai húzásai kibontakoznak. Liz szembekerül Tommal Reddington miatt.                           |     |                                                                                   |                   | |                                        |              |               |
| 42. | 20. | Quon Zhang (Quon Zhang)                                                           | Karen Gaviola     | J. R. Orci & Lukas Reiter                                                                                      | 2015. április 30. 2015. június 18.     | 6,60 millió  | 220           |
| Miközben a különítmény egy holttesteket csempésző bűnözőzseni után nyomoz, Liz továbbra is az igazságot keresi a múltjáról. Tom és Liz közelebb kerülnek.                                     |     |                                                                                   |                   | |                                        |              |               |
| 43. | 21. | Karakurt (Karakurt)                                                               | Steven A. Adelson | Daniel Knauf                                                                                                   | 2015. május 7. 2015. június 25.        | 6,90 millió  | 221           |
| Liz és Ressler egy orosz bérgyilkos nyomába ered, aki egy új biológiai fegyverrel szándékozik meggyilkolni egy amerikai szenátort. Liz megdöbbentő dolgokat tud meg az anyjával kapcsolatban. |     |                                                                                   |                   | |                                        |              |               |
| 44. | 22. | Tom Connolly (Tom Connolly)                                                       | Michael Watkins   | John Eisendrath & Jon Bokenkamp                                                                                | 2015. május 14. 2015. június 25.       | 7,49 millió  | 222           |
| Reddington és Cooper segítséget nyújtanak Liznek, amikor hamis gyilkossági vádakkal kell szembenéznie. Régi titkokról hull le a lepel, és Liz és Reddington válaszút elé kerülnek.            |     |                                                                                   |                   | |                                        |              |               |

### 3. évad (2015–2016)
| Sor. | Év. | Cím                                                      | Rendező           | Író | Premier                               | Nézettség   | Gyártási szám |
| --- | --- | -------------------------------------------------------- | ----------------- | --- | ------------------------------------- | ----------- | ------------- |
| 45. | 1.  | A Troll Farmer (The Troll Farmer)                        | Michael Watkins   | Jon Bokenkamp és John Eisendrath                                                                               | 2015. október 1. 2024. november 12.   | 7,76 millió | 301           |
| Miközben Liz és Red a Troll Farmer nevű Feketelistás segítségét kérik, Ressler kihallgatja Coopert. Dembe unokáját elrabolják.                                                                |     |                                                          |                   | |                                       |             |               |
| 46. | 2.  | Marvin Gerard (Marvin Gerard)                            | Andrew McCarthy   | Történet: J. R. Orci és Lukas Reiter Tévéjáték: Daniel Knauf, Brandon Sonnier & Brandon Margolis               | 2015. október 8. 2024. november 13.   | 7,02 millió | 302           |
| Szétválásuk után Liz és Red újra találkoznak egy vendéglőben, ahol Ressler rájuk talál, ami egy feszült helyzetbe torkollik. Coopert arra késztetik, hogy szabadságra menjen.                 |     |                                                          |                   | |                                       |             |               |
| 47. | 3.  | Eli Matchett (Eli Matchett)                              | Steven A. Adelson | Lukas Reiter & J. R. Orci                                                                                      | 2015. október 15. 2024. november 14.  | 6,93 millió | 303           |
| Red és Liz fogást találnak a Cabalon az egyik pénzmosón keresztül, egy mezőgazdasági vállalat vezetőjén keresztül. A különítmény egy globális élelmiszerválságot fedez fel.                   |     |                                                          |                   | |                                       |             |               |
| 48. | 4.  | A dzsinn (The Djinn)                                     | Omar Madha        | Daniel Cerone                                                                                                  | 2015. október 22. 2024. november 15.  | 6,68 millió | 304           |
| Red megpróbálja megtalálni a Dzsinn nevű Feketelistást, aki bosszúfantáziákat teljesít, hogy segítsen a Cabal felkutatásában és Liz nevének tisztázásában.                                    |     |                                                          |                   | |                                       |             |               |
| 49. | 5.  | Arioch Cain (Arioch Cain)                                | Alex Zakrzewski   | Dawn DeNoon | 2015. október 29. 2024. november 18.  | 7,03 millió | 305           |
| Miután Liz életére törnek, ő és Red egy Feketelistás nyomába erednek, aki vérdíjat tűzött a fejére. Ressler parancsot kap, hogy dolgozzon a CIA-vel.                                          |     |                                                          |                   | |                                       |             |               |
| 50. | 6.  | Sir Crispin Crandall (Sir Crispin Crandall)              | Ami Canaan Mann   | Dave Thomas | 2015. november 5. 2024. november 19.  | 6,44 millió | 306           |
| Red és Liz egy zárkózott milliárdossal találkoznak, aki elrabolta a világ legokosabb embereit abban a reményben, hogy megmenti az emberiséget a kipusztulástól.                               |     |                                                          |                   | |                                       |             |               |
| 51. | 7.  | Zal Bin Hasaan (Zal Bin Hasaan)                          | Michael Watkins   | Brandon Sonnier & Brandon Margolis                                                                             | 2015. november 12. 2024. november 20. | 6,75 millió | 307           |
| A különítmény egy iráni terroristára vadászik Samar múltjából, aki Mosad-ügynökök megölésében és izraeli tudósok elrablásában bűnös.                                                          |     |                                                          |                   | |                                       |             |               |
| 52. | 8.  | Az országút királyai (Kings of the Highway)              | Terrence O'Hara   | Brian Studler                                                                                                  | 2015. november 19. 2024. november 21. | 6,91 millió | 308           |
| Redet egy banda elrabolja, ezért Liz túszul ejti az egyik bandatagot, hogy cserét ajánlhasson. Cooper és Tom egy kritikus fontosságú személy védelmében vesznek részt.                        |     |                                                          |                   | |                                       |             |               |
| 53. | 9.  | Az igazgató (The Director)                               | Mary Lambert      | Daniel Cerone                                                                                                  | 2016. január 7. 2024. november 22.    | 7,52 millió | 309           |
| Lizt a tárgyalásáig fogva tartják, ám valakiknek nem áll érdekükben, hogy elérjen a szövetségi bíróságra.                                                                                     |     |                                                          |                   | |                                       |             |               |
| 54. | 10. | Az igazgató: Végkifejlet (The Director: Conclusion)      | John Terlesky     | Lukas Reiter                                                                                                   | 2016. január 14. 2024. november 25.   | 7,47 millió | 310           |
| A Cabal Liz meggyilkolásán fáradozik, ezért Red titokban találkozik a különítménnyel, és egy furfangos csellel megpróbál túljárni ellenségei eszén.                                           |     |                                                          |                   | |                                       |             |               |
| 55. | 11. | Mr. Gregory Devry (Mr. Gregory Devry)                    | Alex Zakrzewski   | Daniel Knauf                                                                                                   | 2016. január 21. 2024. november 26.   | 7,42 millió | 311           |
| A különítmény rájön, hogy Rednek van egy imposztora, miközben egy maffiafőnökök által szervezett titkos találkozó után nyomoznak, amelynek célja, hogy felfedjék Red FBI-informátori kilétét. |     |                                                          |                   | |                                       |             |               |
| 56. | 12. | A Vehm (The Vehm)                                        | Michael Watkins   | Vincent Angell                                                                                                 | 2016. január 28. 2024. november 27.   | 6,49 millió | 312           |
| Miután egy ritka középkori eszközzel követnek el egy gyilkosságot, Red figyelmezteti a különítményt, hogy egy, a középkorból származó halálos igazságosztó csoport feltámadt hamvaiból.       |     |                                                          |                   | |                                       |             |               |
| 57. | 13. | Alistair Pitt (Alistair Pitt)                            | Bill Roe          | Történet: Nicole Phillips & Adam Sussman Tévéjáték: Nicole Phillips                                            | 2016. február 4. 2024. november 28.   | 6,49 millió | 313           |
| Red és Liz a különítménnyel együttműködve próbálnak megállítani egy közvetítőt, aki azért bukkant fel, hogy egyesítsen két rivális bűnöző családot. Tomban újra fellobbannak a múlt lángjai.  |     |                                                          |                   | |                                       |             |               |
| 58. | 14. | Lady Ambrosia (Lady Ambrosia)                            | Lady Ambrosia     | Taylor Martin                                                                                                  | 2016. február 11. 2024. november 29.  | 6,43 millió | 314           |
| Red és Liz egy olyan nőre vadásznak, aki úgy tűnik, speciális igényű gyermekeket rabol. Tom segíteni akar Liznek, ám elhamarkodott terve durván félresikerül.                                 |     |                                                          |                   | |                                       |             |               |
| 59. | 15. | Drexel (Drexel)                                          | Anton Cropper     | Dave Metzger                                                                                                   | 2016. február 18. 2024. december 2.   | 6,02 millió | 315           |
| Miután egy internetes pénzügyi startup cég alapítóját meggyilkolják, Red egy hírhedt sorozatgyilkosra gyanakszik, akinek a bűncselekményei akár előadóművészetnek is felfoghatók lennének.    |     |                                                          |                   | |                                       |             |               |
| 60. | 16. | A gondozó (The Caretaker)                                | Don Thorin, Jr.   | Dave Thomas | 2016. február 25. 2024. december 3.   | 5,97 millió | 316           |
| Miután egy külügyminisztériumi tisztviselőt Pekingben meggyilkolnak, a nyomok Redet és Lizt a Gondnokhoz vezetik, aki egy bűnözők biztonsági letéteit tároló páncélterem felügyelője.         |     |                                                          |                   | |                                       |             |               |
| 61. | 17. | Mr. Solomon (Mr. Solomon)                                | Eagle Egilsson    | Brian Studler                                                                                                  | 2016. április 7. 2024. december 4.    | 6,42 millió | 317           |
| Miközben Liz egy fontos ünnepségre készül, Tomot a múltja kísértetei gyötrik. Miután Solomon megszökik a rendőrbírói őrizetből, Red nyomozásba kezd.                                          |     |                                                          |                   | |                                       |             |               |
| 62. | 18. | Mr. Solomon: Végkifejlet (Mr. Solomon: Conclusion)       | John Terlesky     | Daniel Cerone                                                                                                  | 2016. április 14. 2024. december 5.   | 6,74 millió | 318           |
| Miután egy tragédia nyomán egyikük halálos veszélybe kerül, a csapatnak Red szokatlan módszereire kell hagyatkoznia a túlélésük érdekében. Tom és Liz váratlan hírekkel szembesülnek.         |     |                                                          |                   | |                                       |             |               |
| 63. | 19. | Cape May (Cape May)                                      | Michael Watkins   | Daniel Knauf                                                                                                   | 2016. április 21. 2024. december 6.   | 7,02 millió | 319           |
| Red fájdalomtól lesújtva áll ismét munkába egy új üggyel: egy gyönyörű nő titokzatos üldözői elől menekülve szorul a segítségére.                                                             |     |                                                          |                   | |                                       |             |               |
| 64. | 20. | Az Artax Network (The Artax Network)                     | Don Thorin, Jr.   | Dawn DeNoon | 2016. április 28. 2024. december 9.   | 6,70 millió | 320           |
| Miközben a különítmény egy titkos csoport nyomába ered, amelynek ügynökei egy műholdrendszert irányítanak, Red találkozik egy személlyel múltjából, aki ismeri titkait.                       |     |                                                          |                   | |                                       |             |               |
| 65. | 21. | Susan Hargrave (Susan Hargrave)                          | Andrew McCarthy   | Történet: J. R. Orci & Lukas Reiter Tévéjáték: Vincent Angell, Daniel Cerone & Brian Studler                   | 2016. május 5. 2024. december 10.     | 6,65 millió | 321           |
| Red magabiztosságát megingatja egy, a múltjából visszatért erős és elegáns orosz nő, aki ravaszságban és leleményességben is jó eséllyel felér hozzá.                                         |     |                                                          |                   | |                                       |             |               |
| 66. | 22. | Alexander Kirk (Alexander Kirk)                          | Michael Dinner    | Történet: Jon Bokenkamp, John Eisendrath, J. R. Orci & Lukas Reiter Tévéjáték: Jon Bokenkamp & John Eisendrath | 2016. május 12. 2024. december 11.    | 6,62 millió | 322           |
| Red és az FBI különítmény illegális eszközök bevetésére kényszerülnek, ahogy egyre közelebb jutnak a közelmúlt eseményeit kifundálni vélt bűnözőzseni kézre kerítéséhez.                      |     |                                                          |                   | |                                       |             |               |
| 67. | 23. | Alexander Kirk: Végkifejlet (Alexander Kirk: Conclusion) | Bill Roe          | Lukas Reiter és J. R. Orci                                                                                     | 2016. május 19. 2024. december 12.    | 6,88 millió | 323           |
| Reddington és a különítmény egyre közelebb kerülnek egy tragikus haláleset fő gyanúsítottjához, ám egy váratlan belső árulás újabb veszteségekhez vezethet.                                   |     |                                                          |                   | |                                       |             |               |

### 4. évad (2016–2017)
| Sor. | Év. | Cím                                                        | Rendező            | Író                                                                                           | Premier                                   | Nézettség   | Gyártási szám |
| --- | --- | ---------------------------------------------------------- | ------------------ | --------------------------------------------------------------------------------------------- | ----------------------------------------- | ----------- | ------------- |
| 68. | 1.  | Esteban (Esteban)                                          | Michael Watkins    | Jon Bokenkamp és John Eisendrath                                                              | 2016. szeptember 22. 2016. szeptember 23. | 6,40 millió | 401           |
| Az akciócsoport sokkoló tényt tárt fel Liz sorsával kapcsolatban, Red pedig igen kockázatos mentőakcióba kezd.                                                      |     |                                                            |                    |                                                                                               |                                           |             |               |
| 69. | 2.  | Mato (Mato)                                                | Andrew McCarthy    | Daniel Cerone                                                                                 | 2016. szeptember 29. 2016. szeptember 30. | 5,99 millió | 402           |
| Liz próbára teszi Kirk megbízhatóságát, Red pedig megpróbálja felkutatni a fejvadászt, aki segíthet kiszámítani Kirk következő lépését.                             |     |                                                            |                    |                                                                                               |                                           |             |               |
| 70. | 3.  | Miles McGrath (Miles McGrath)                              | John Terlesky      | Lukas Reiter                                                                                  | 2016. október 6. 2016. október 7.         | 6,41 millió | 403           |
| Liz egyre többet tud meg a családjáról, míg Red és a csapat drasztikus módszerekkel igyekszik megtalálni Kirk szövetségesét, aki a bűnözőket pénzeli.               |     |                                                            |                    |                                                                                               |                                           |             |               |
| 71. | 4.  | Gaia (Gaia)                                                | Bill Roe           | Dawn DeNoon                                                                                   | 2016. október 13. 2016. október 14.       | 5,85 millió | 404           |
| A kétségbeesett Liz Red és a munkacsoport segítségével felkutat egy Kirkhez közel álló ökoterroristát, Tom pedig elkeseredetten keresi a csecsemő Agnest.           |     |                                                            |                    |                                                                                               |                                           |             |               |
| 72. | 5.  | A Lindquist-konszern (The Lindquist Concern)               | Kurt Kuenne        | Dawn DeNoon                                                                                   | 2016. október 20. 2016. október 21.       | 5,32 millió | 405           |
| Liz nehéz időket él át, amikor Red műveletet indít Kirk elfogására. Eközben az akciócsoport a technológiai fejlesztőket célba vevő gyilkost keresi.                 |     |                                                            |                    |                                                                                               |                                           |             |               |
| 73. | 6.  | A Rigók (The Thrushes)                                     | Terrence O'Hara    | Történet: Daniel Knauf & Dave Metzger Tévéjáték: Daniel Knauf                                 | 2016. október 27. 2016. október 28.       | 5,52 millió | 406           |
| Red és Liz lehetőséget lát a célszemély bekerítésére, amikor Kirk felbérel egy különlegesen biztonságos hálózatok feltörésére szakosodott hekkercsoportot.          |     |                                                            |                    |                                                                                               |                                           |             |               |
| 74. | 7.  | Dr. Adrian Shaw (Dr. Adrian Shaw)                          | Andrew McCarthy    | Chap Taylor                                                                                   | 2016. november 3. 2016. november 4.       | 5,45 millió | 407           |
| Ahogy Kirk állapota romlik, Liz tanácsot kér Coopertől. Red vezeti a csoportot egy hamis személyazonosságot koholó bűnöző felkutatásában.                           |     |                                                            |                    |                                                                                               |                                           |             |               |
| 75. | 8.  | Dr. Adrian Shaw: Végkifejlet (Dr. Adrian Shaw: Conclusion) | Michael Watkins    | Daniel Cerone                                                                                 | 2016. november 10. 2016. november 11.     | 5,87 millió | 408           |
| Alexander Kirk megszökik a kórházból. Red csábító ajánlatot tesz Kirknek, gyógyszert kínál Lizért cserébe.                                                          |     |                                                            |                    |                                                                                               |                                           |             |               |
| 76. | 9.  | Lipet's Seafood Company (Lipet's Seafood Company)          | Don Thorin         | Történet: Lukas Reiter & Dave Metzger Tévéjáték: Dawn Denoon                                  | 2017. január 5. 2017. január 6.           | 5,21 millió | 409           |
| A nyomozás az Egyesült Államokban tevékenykedő nemzetközi terrorista ügyében sokkoló felfedezést hoz – valószínűleg tégla van a csapatban.                          |     |                                                            |                    |                                                                                               |                                           |             |               |
| 77. | 10. | A Látnok (The Forecaster)                                  | Edward Ornelas     | Kim Newton                                                                                    | 2017. január 12. 2017. január 13.         | 5,34 millió | 410           |
| Amikor egy sorozatgyilkos által hátrahagyott jelek kínozzák Elizabeth-t, a legnagyobb reményt a bűnűgy megoldására egy kilencéves kislány előérzete jelenti.        |     |                                                            |                    |                                                                                               |                                           |             |               |
| 78. | 11. | A Hárem (The Harem)                                        | Bill Roe           | Marisa Tam                                                                                    | 2017. január 19. 2017. január 20.         | 5,01 millió | 511           |
| Liz beépül egy női bűnbandába, hogy megakadályozza a szövetségi védelem alatt álló tanúk nevét tartalmazó lista ellopását.                                          |     |                                                            |                    |                                                                                               |                                           |             |               |
| 79. | 12. | Natalie Luca (Natalie Luca)                                | Michael Watkins    | Noah Schechter                                                                                | 2017. február 2. 2017. február 3.         | 5,05 millió | 412           |
| A csapat megpróbálja felfedni az áldozatait halálos vírussal fertőző bérgyilkos kilétét. Red meglepő karrierlehetőséget kínál Tomnak.                               |     |                                                            |                    |                                                                                               |                                           |             |               |
| 80. | 13. | Isabella Stone (Isabella Stone)                            | Andrew McCarthy    | Taylor Martin                                                                                 | 2017. február 9. 2017. február 10.        | 4,91 millió | 413           |
| Tom a múltjával kapcsolatos válaszok után kutat. Red felhívja Liz figyelmét a csoport új feketelistására, a ,,karaktergyilkosra", aki megpróbálja őt tönkretenni.   |     |                                                            |                    |                                                                                               |                                           |             |               |
| 81. | 14. | Az Építész (The Architect)                                 | Christine Gee      | Chap Taylor & Dave Metzger                                                                    | 2017. február 16. 2017. február 17.       | 4,76 millió | 414           |
| Red továbbra is elszántan próbálja azonosítani Isabella Stone anyagi támogatóját, Aram pedig hekkernek adja ki magát, miközben egy precíz mesterelme után nyomoz.   |     |                                                            |                    |                                                                                               |                                           |             |               |
| 82. | 15. | A Patika (The Apothecary)                                  | Michael Caracciolo | Történet: Brian Studler Tévéjáték: Marisa Tam                                                 | 2017. február 23. 2017. február 24.       | 4,98 millió | 415           |
| A halálos mérget kapott Red megpróbál rájönni, hogy melyik csapattársa árulta el, míg Liz és a csapat a méregkeverőt keresi.                                        |     |                                                            |                    |                                                                                               |                                           |             |               |
| 83. | 16. | Dembe Zuma (Dembe Zuma)                                    | Jean de Segonzac   | Brandon Margolis & Brandon Sonnier                                                            | 2017. április 20. 2017. április 21.       | 4,88 millió | 416           |
| Aram eltűnése az első jel Red és az akciócsoport számára a Dembe utáni kutatásban, ami kalkulált kockázatvállalásra kényszeríti a volt testőrt.                     |     |                                                            |                    |                                                                                               |                                           |             |               |
| 84. | 17. | Rekviem (Requiem)                                          | Terrence O'Hara    | Daniel Cerone                                                                                 | 2017. április 20. 2017. április 21.       | 4,90 millió | 417           |
| Redet múltbéli emlékei kockázatnak teszik ki, amikor legveszélyesebb ellensége nekilát megvalósítani a birodalma tönkretételére szóló ördögi tervét.                |     |                                                            |                    |                                                                                               |                                           |             |               |
| 85. | 18. | Philomena (Philomena)                                      | Michael Watkins    | Peter Noah                                                                                    | 2017. április 27. 2017. április 28.       | 4,86 millió | 418           |
| Egy fejvadász veszi célba Red legközelebbi munkatársait. Ressler számára morális problémát jelent a volt munkatársával közös megbízás.                              |     |                                                            |                    |                                                                                               |                                           |             |               |
| 86. | 19. | Dr. Bogdan Krilov (Dr. Bogdan Krilov)                      | Don Thorin         | Történet: Brian Studler & Marisa Tam Tévéjáték: Lukas Reiter, John Eisendrath & Jon Bokenkamp | 2017. május 4. 2017. május 5.             | 4,82 millió | 419           |
| Red és a csapat az emlékezet visszaszerzésre és manipulálásra szakosodott Feketelistást keresi, aki miatt Liz megkérdőjelezi a saját múltját.                       |     |                                                            |                    |                                                                                               |                                           |             |               |
| 87. | 20. | A Behajtó (The Debt Collector)                             | Bill Roe           | Történet: Jon Bokenkamp & Lukas Reiter Tévéjáték: Kim Newton & Daniel Cerone                  | 2017. május 11. 2017. május 12.           | 4,87 millió | 420           |
| Miután Lizt elrabolja a Behajtó nevű Feketelistás, Red aggodalomra okot adó szövetséget köt, hogy megtalálja.                                                       |     |                                                            |                    |                                                                                               |                                           |             |               |
| 88. | 21. | Mr. Kaplan (Mr. Kaplan)                                    | Don Thorin         | Történet: Lukas Reiterés J. R. Orci Tévéjáték: John Eisendrath                                | 2017. május 18. 2017. május 19.           | 4,94 millió | 421           |
| Szövetségesei segítségével Red bekeríti Mr. Kaplant miközben az akciócsoport kormányzati kivizsgálás alá kerül a Reddel kötött szövetsége miatt.                    |     |                                                            |                    |                                                                                               |                                           |             |               |
| 89. | 22. | Mr. Kaplan: Végkifejlet (Mr. Kaplan: Conclusion)           | Michael Watkins    | Történet: Lukas Reiter & J. R. Orci Tévéjáték: Jon Bokenkamp, John Eisendrath & Daniel Cerone | 2017. május 18. 2017. május 19.           | 4,92 millió | 422           |
| Red felkeres egy hírhedt megoldót, hogy szabotálja az akciócsoport ellen zajló eljárást. Eközben Cooper és Mr. Kaplan az igazságot keresi Red és Liz kapcsolatáról. |     |                                                            |                    |                                                                                               |                                           |             |               |

### 5. évad (2017–2018)
| Sor. | Év. | Cím                                                 | Rendező             | Író                                                                               | Premier                                   | Nézettség   | Gyártási szám |
| --- | --- | --------------------------------------------------- | ------------------- | --------------------------------------------------------------------------------- | ----------------------------------------- | ----------- | ------------- |
| 90. | 1.  | Smokey Putnum (Smokey Putnam)                       | Bill Roe            | Jon Bokenkamp & John Eisendrath                                                   | 2017. szeptember 27. 2017. szeptember 28. | 6,39 millió | 501           |
| A birodalma elvesztése ellenére is gondtalan Red, új munkakapcsolatot alakít ki Lizzel, hogy az akciócsoportnak biztosítsa a pénzforrást és egy új feketelistást.       |     |                                                     |                     |                                                                                   |                                           |             |               |
| 91. | 2.  | Greyson Blaise (Greyson Blaise)                     | Don Thorin          | Lukas Reiter & Jon Bokenkamp                                                      | 2017. október 4. 2017. október 5.         | 5,87 millió | 502           |
| Liz, Red és az akciócsoport egy milliomos műkincstolvajt üldöz. Tom rejtélyes maradványokat próbál azonosítani. Dembe nyomokat követ.                                   |     |                                                     |                     |                                                                                   |                                           |             |               |
| 92. | 3.  | Miss Rebecca Thrall (Miss Rebecca Thrall)           | Adam Weisinger      | Jonathan Shapiro & Taylor Martin                                                  | 2017. október 11. 2017. október 12.       | 5,79 millió | 503           |
| Az akciócsoport rejtélyes rendőri lövöldözések ügyében nyomoz. Red Tomhoz fordul, hogy segítsen neki helyreállítani elhomályosult bűnözői hírnevét.                     |     |                                                     |                     |                                                                                   |                                           |             |               |
| 93. | 4.  | A befejezés (The Endling)                           | Michael Watkins     | Noah Schechter                                                                    | 2017. október 18. 2017. október 19.       | 5,46 millió | 504           |
| Míg Liz és az akciócsoport a világ kincseit pusztító bűnözőt üldözi, a leégett Red új üzleti lehetőséget fontolgat.                                                     |     |                                                     |                     |                                                                                   |                                           |             |               |
| 94. | 5.  | Ilyas Surkov (Ilyas Surkov)                         | Kurt Kuenne         | Brandon Margolis & Brandon Sonnier                                                | 2017. október 25. 2017. október 26.       | 5,23 millió | 505           |
| Red és Hawkins új üzleti vállalkozásba kezd. Rednek egy terroristáról szóló információja az akciócsoportot a CIA rivális egységével hozza összeütközésbe.               |     |                                                     |                     |                                                                                   |                                           |             |               |
| 95. | 6.  | Az utazási ügynökség (The Travel Agency)            | Terrence O'Hara     | Carla Kettner                                                                     | 2017. november 1. 2017. november 2.       | 5,25 millió | 506           |
| Red személyes ügyben segít Coopernek. Ressler az akciócsoport élén megakadályozza egy bérgyilkos banda újraszerveződését. Tom figyelmen kívül hagy egy figyelmeztetést. |     |                                                     |                     |                                                                                   |                                           |             |               |
| 96. | 7.  | A Killgannon vállalat (The Kilgannon Corporation)   | Jean de Segonzac    | Lukas Reiter                                                                      | 2017. november 8. 2017. november 9.       | 5,04 millió | 507           |
| Az akciócsoport elveszti a kapcsolatot az embercsempész szervezetbe épült Dembével. Tom a nyomozással veszélybe sodorja a saját életét.                                 |     |                                                     |                     |                                                                                   |                                           |             |               |
| 97. | 8.  | Ian Garvey (Ian Garvey)                             | Bill Roe            | John Eisendrath & Jon Bokenkamp                                                   | 2017. november 15. 2017. november 16.     | 5,89 millió | 508           |
| Tom eltűnik, és Liz őrülten próbálja felkutatni a nyomait. A rejtélyes, csontokkal teli bőrönd keresése sorsszerű fordulatot Red számára.                               |     |                                                     |                     |                                                                                   |                                           |             |               |
| 98. | 9.  | Romok (Ruin)                                        | Michael Caracciolo  | Sean Hennen                                                                       | 2018. január 3. 2018. január 4.           | 6,02 millió | 509           |
| Bosszúszomja ellenére Liz korábbi környezetétől távol megpróbál új életet kezdeni, de hamarosan váratlan fenyegetés bukkan fel előtte.                                  |     |                                                     |                     |                                                                                   |                                           |             |               |
| 99. | 10. | Az Informátor (The Informant)                       | Paul Holahan        | Noah Schechter                                                                    | 2018. január 10. 2018. január 11.         | 6,16 millió | 510           |
| Liz a jövőjét tervezi, miközben az akciócsoport egy titkokat eladó feketelistást üldöz abban a reményben, hogy segíthet nekik leleplezni Resslert.                      |     |                                                     |                     |                                                                                   |                                           |             |               |
| 100. | 11. | Abraham Stern (Abraham Stern)                       | Andrew McCarthy     | Történet: Jon Bokenkamp & John Eisendrath Tévéjáték: Dave Metzger & Jon Bokenkamp | 2018. január 17. 2018. január 18.         | 6,49 millió | 511           |
| Red felkelti egy kegyetlen pénzember figyelmét, akinek életcélja vagyona visszaszerzése. Liz egy veszélyes feketelistás módszereit tanulmányozza.                       |     |                                                     |                     |                                                                                   |                                           |             |               |
| 101. | 12. | A Szakács (The Cook)                                | Solvan "Slick" Naim | Peter Noah                                                                        | 2018. január 31. 2018. február 1.         | 6,11 millió | 512           |
| Liz megkérdőjelezi Red motivációit, miközben Tom gyilkosait keresik. Az akciócsoport kihasználja egy gyújtogató segítségét egy másik elfogásához.                       |     |                                                     |                     |                                                                                   |                                           |             |               |
| 102. | 13. | A láthatatlan kéz (The Invisible Hand)              | Andrew McCarthy     | Jonathan Shapiro & Lukas Reiter                                                   | 2018. február 7. 2018. február 8.         | 6,35 millió | 513           |
| Az erdőben talált holttestek mögött Red a Láthatatlan Kéz nevű titkos rendet gyanítja. Liz fontos dologra bukkan Tom nyomozásával kapcsolatban.                         |     |                                                     |                     |                                                                                   |                                           |             |               |
| 103. | 14. | Mr. Raleigh Sinclair III (Mr. Raleigh Sinclair III) | Christine Gee       | Kelli Johnson                                                                     | 2018. február 28. 2018. március 1.        | 5,68 millió | 514           |
| Red és az akciócsoport felkeres egy gyilkosok számára alibit biztosító feketelistást. Lizt pszichológus vizsgálja, mielőtt visszamenne az FBI-hoz.                      |     |                                                     |                     |                                                                                   |                                           |             |               |
| 104. | 15. | Pattie Sue Edwards (Pattie Sue Edwards)             | Donald Thorin, Jr.  | Carla Kettner                                                                     | 2018. március 7. 2018. március 8.         | 5,69 millió | 515           |
| Aram a terepen nyomoz egy vírusos járvány kitörése ügyében. Liz új nyomon keresi Tom gyilkosait. Red adózási problémával néz szembe.                                    |     |                                                     |                     |                                                                                   |                                           |             |               |
| 105. | 16. | A Bak (The Capricorn Killer)                        | Bill Roe            | Taylor Martin                                                                     | 2018. március 14. 2018. március 15.       | 5,55 millió | 516           |
| Új információ kerül elő egy ügyről, amin Liz FBI-os profilkészítő karrierje kezdetén dolgozott. Az akciócsoport Tom gyilkosait üldözi.                                  |     |                                                     |                     |                                                                                   |                                           |             |               |
| 106. | 17. | Anna-Garcia Duerte (Anna-Gracia Duerte)             | Michael Caracciolo  | Lukas Reiter & Jonathan Shapiro                                                   | 2018. április 4. 2018. április 5.         | 5,38 millió | 517           |
| A Nash Szindikátus egy tagjának meggyilkolása után Red megbízza Lizt és az akciócsoportot, hogy szerezzék meg az Ian Garvey elleni kulcsfontosságú bizonyítékot.        |     |                                                     |                     |                                                                                   |                                           |             |               |
| 107. | 18. | Zarak Mosadek (Zarak Mosadek)                       | Terrence O'Hara     | Sean Hennen                                                                       | 2018. április 11. 2018. április 12.       | 5,15 millió | 518           |
| Ian Garvey üldözése közben Red és az akciócsoport egy heroinbeszállító után kutat Párizsban. Liz a saját módszereivel próbálja elkapni Garvey-t.                        |     |                                                     |                     |                                                                                   |                                           |             |               |
| 108. | 19. | Ian Garvey: Végkifejlet (Ian Garvey: Conclusion)    | Cort Hessler        | Carla Kettner & Katie Bockes                                                      | 2018. április 25. 2018. április 26.       | 5,24 millió | 519           |
| Red akciót kezdeményez a rejtélyes, csontokkal teli táska felkutatására. Liz meglepő forrásból kap információt Redről.                                                  |     |                                                     |                     |                                                                                   |                                           |             |               |
| 109. | 20. | Nicholas T. Moore (Nicholas T. Moore)               | Solvan "Slick" Naim | Jon Bokenkamp & Lukas Reiter                                                      | 2018. május 2. 2018. május 3.             | 5,54 millió | 520           |
| Miközben egyre közelebb jutnak Red titkához, Liz és az akciócsoport feltár egy fiatal lányhoz kötődő kapcsolatot, akinek a családja szintén rejteget valamit.           |     |                                                     |                     |                                                                                   |                                           |             |               |
| 110. | 21. | Lawrence Dane (Lawrence Dean Devlin)                | Bethany Rooney      | Carla Kettner & Sean Hennen                                                       | 2018. május 9. 2018. május 10.            | 4,96 millió | 521           |
| Red Costa Ricára utazik, ahol árverésre szánják a csontokat. Eközben Aram és az akciócsoport az idővel versenyt futva próbálják megmenteni Samart egy feketelistástól.  |     |                                                     |                     |                                                                                   |                                           |             |               |
| 111. | 22. | Sutton Ross (Sutton Ross)                           | Bill Roe            | John Eisendrath, Jon Bokenkamp & Lukas Reiter                                     | 2018. május 16. 2018. május 17.           | 5,18 millió | 522           |
| Liz és Red egymással versenyezve próbálják megszerezni a csontokat egy feketelistástól, hogy feltárhassák az áldozat kilétét.                                           |     |                                                     |                     |                                                                                   |                                           |             |               |

### 6. évad (2019)
| Sor. | Év. | Cím                                                         | Rendező             | Író                                                                   | Premier                             | Nézettség   | Gyártási szám |
| --- | --- | ----------------------------------------------------------- | ------------------- | --------------------------------------------------------------------- | ----------------------------------- | ----------- | ------------- |
| 112. | 1.  | Dr. Hans Kohler (Dr. Hans Koehler)                          | Bill Roe            | Jon Bokenkamp & John Eisendrath                                       | 2019. január 3. 2019. január 4.     | 4,15 millió | 601           |
| Liz és Jennifer az igazi Raymond Reddington halála ügyében nyomoznak, míg Red és az akciócsoport egy bűnözőkkel dolgozó plasztikai sebészt keres.                          |     |                                                             |                     |                                                                       |                                     |             |               |
| 113. | 2.  | A Korzikai (The Corsican)                                   | Kurt Kuenne         | John Eisendrath & Jon Bokenkamp                                       | 2019. január 4. 2019. január 5.     | 3,91 millió | 602           |
| Liz segít az akciócsoportnak megakadályozni a Feketelista legrejtélyesebb tagja által tervezett támadást. Rednek örökre megváltoztatja az életét egy találkozás.           |     |                                                             |                     |                                                                       |                                     |             |               |
| 114. | 3.  | A Gyógyszerész (The Pharmacist)                             | Daniel Willis       | Lukas Reiter                                                          | 2019. január 11. 2019. január 12.   | 3,66 millió | 603           |
| Próbára kerül Cooper becsületessége, míg Red egy nehéz helyzetből próbál kikerülni. Liz és az akciócsoport egy hírhedt biohekker után nyomoz.                              |     |                                                             |                     |                                                                       |                                     |             |               |
| 115. | 4.  | A Zálogosok (The Pawnbrokers)                               | Lin Oeding          | Carla Kettner                                                         | 2019. január 18. 2019. január 19.   | 4,04 millió | 604           |
| Liz és Jennifer tovább nyomoz Red múltjában, míg Red összefut egy régi riválisával, Samar pedig inkognitóban felkeresi a feketepiacot.                                     |     |                                                             |                     |                                                                       |                                     |             |               |
| 116. | 5.  | Alteregó (Alter Ego)                                        | John Terlesky       | Sean Hennen & Lukas Reiter                                            | 2019. február 1. 2019. február 2.   | 3,68 millió | 605           |
| Red azért küzd, hogy a bíróság elismerje mentelmi megállapodását. Eközben Liz és az akciócsoport egy gyanús örökös ügyében nyomoz.                                         |     |                                                             |                     |                                                                       |                                     |             |               |
| 117. | 6.  | A Filozófus (The Ethicist)                                  | Bill Roe            | Taylor Martin                                                         | 2019. február 8. 2019. február 9.   | 4,24 millió | 606           |
| Redet pszichiátriai vizsgálatnak vetik alá, miközben Liz és Jennifer keresi a feketelistást, akinek információi vannak Redről.                                             |     |                                                             |                     |                                                                       |                                     |             |               |
| 118. | 7.  | Shiro tábornok (General Shiro)                              | Kurt Kuenne         | Történet: Jonathan Shapiro Tévéjáték: Jonathan Shapiro & Lukas Reiter | 2019. február 15. 2019. február 16. | 3,59 millió | 607           |
| Red Dembe és Glenn segítségével azon dolgozik, hogy a saját embereivel töltse fel az esküdtszéket, míg az akciócsoport fegyverként használt rovarok után nyomoz.           |     |                                                             |                     |                                                                       |                                     |             |               |
| 119. | 8.  | Marko Jankowics (Marko Jankowics)                           | Bill Roe            | Lukas Reiter                                                          | 2019. február 22. 2019. február 23. | 4,34 millió | 608           |
| Liz és Jennifer egy nő után kutat, aki tudhat valamit Red múltjáról, de egy csempész célkeresztjébe kerülnek. Red egymással vetélkedő börtönbandák között közvetít.        |     |                                                             |                     |                                                                       |                                     |             |               |
| 120. | 9.  | D miniszter (Minister D)                                    | Michael Caracciolo  | Noah Schechter & Jonathan Shapiro                                     | 2019. február 22. 2019. február 23. | 3,97 millió | 609           |
| Liz és az akciócsoport egy sötét titkok eladásával foglalkozó feketelistás bűnöző nyomába ered, miközben Red próbálja tisztára mostani a nevét a bíróság előtt.            |     |                                                             |                     |                                                                       |                                     |             |               |
| 121. | 10. | A kriptobankár (The Cryptobanker)                           | Terrence O'Hara     | Kelli Johnson                                                         | 2019. március 8. 2019. március 9.   | 3,82 millió | 610           |
| A csapat csak úgy állíthat meg egy közelgő támadást, ha elmerül a kriptovaluták vadnyugati világában. Red kockázatot vállal a szabadságért.                                |     |                                                             |                     |                                                                       |                                     |             |               |
| 122. | 11. | Bastien Moreau (Bastien Moreau)                             | Andrew McCarthy     | Jon Bokenkamp & John Eisendrath                                       | 2019. március 15. 2019. március 16. | 3,36 millió | 611           |
| Liz és az akciócsoport megpróbálja kideríteni az igazságot egy nemzetközi merénylettel kapcsolatban, hogy megmentsék Redet néhány órával a kivégzése előtt.                |     |                                                             |                     |                                                                       |                                     |             |               |
| 123. | 12. | Bastien Moreau: Végkifejlet (Bastien Moreau: Conclusion)    | Christine Gee       | John Eisendrath, Jon Bokenkamp & Lukas Reiter                         | 2019. március 22. 2019. március 23. | 4,18 millió | 612           |
| Cooper kockázatos lépésre szánja el magát, és közvetlenül a Fehér Házhoz fordul Red érdekében. Liz csapata az összeesküvés feketelistás érintettjét, a Korzikait üldözi.   |     |                                                             |                     |                                                                       |                                     |             |               |
| 124. | 13. | Robert Vesco (Robert Vesco)                                 | Adam Weisinger      | Michael Perri                                                         | 2019. március 29. 2019. március 30. | 4,33 millió | 613           |
| Red és az akciócsoport egy notórius szökevény nyomába ered, aki szélhámosként legendás hírnévre tett szert. Samar döntése egész életét meghatározhatja.                    |     |                                                             |                     |                                                                       |                                     |             |               |
| 125. | 14. | Az Osterman esernyőcég (The Osterman Umbrella Company)      | Bill Roe            | Sean Hennen                                                           | 2019. március 29. 2019. március 30. | 4,00 millió | 614           |
| Red utasítja Lizt, hogy nyomozzon a titkosszolgálatok zsoldjában álló bérgyilkosok titkos társasága után, amely a kiugrott hírszerzők likvidálására szakosodott.           |     |                                                             |                     |                                                                       |                                     |             |               |
| 126. | 15. | Olivia Olson (Olivia Olson)                                 | Stephanie Marquardt | Lukas Reiter                                                          | 2019. április 5. 2019. április 6.   | 3,62 millió | 615           |
| Az akciócsapat következő célpontja egy bűnszervezetek ellenséges átvételére specializálódott nő, akinek egy nagyszabású összeesküvésről lehetnek információi.              |     |                                                             |                     |                                                                       |                                     |             |               |
| 127. | 16. | A szerencse lánya (Lady Luck)                               | Bill Roe            | T Cooper & Allison Glock-Cooper                                       | 2019. április 12. 2019. április 13. | 3,57 millió | 616           |
| Dembe aggódik, amikor Red minden erejével próbálja megtalálni az őt feladó árulót. Liz és Ressler egy feketelistást keres, aki szerencsejáték-adósságokat töröl el.        |     |                                                             |                     |                                                                       |                                     |             |               |
| 128. | 17. | A harmadik birtok (The Third Estate)                        | Andrew McCarthy     | Katie Bockes                                                          | 2019. április 19. 2019. április 20. | 4,04 millió | 617           |
| Red a különítménnyel együtt a pénzes elit gyermekeit védi egy antikapitalista terrorcsoport támadásaitól. Ressler az igazságot kutatja Liz anyjáról.                       |     |                                                             |                     |                                                                       |                                     |             |               |
| 129. | 18. | A Brocktoni Főiskola gyilkosa (The Brockton College Killer) | Lisa Robinson       | Sam Christopher                                                       | 2019. április 26. 2019. április 27. | 4,09 millió | 618           |
| Az akciócsoport egy lezáratlan ügyben nyomoz, amely most egy tényekre épülő krimipodcast miatt újra a reflektorfénybe került. Red Dom Wilkinson tanácsát kéri.             |     |                                                             |                     |                                                                       |                                     |             |               |
| 130. | 19. | Hajnal (Rassvet)                                            | John Terlesky       | Sean Hennen                                                           | 2019. április 26. 2019. április 27. | 3,95 millió | 619           |
| Katarina Rostova küldetése katasztrófába torkollik: egyedül marad egy idegen országban, üldözői a nyomában. Katarina az egyetlen személyhez fordul, akiben megbízik.       |     |                                                             |                     |                                                                       |                                     |             |               |
| 131. | 20. | Guillermo Rizal (Guillermo Rizal)                           | Cort Hessler        | Noah Schechter                                                        | 2019. május 3. 2019. május 4.       | 4,34 millió | 620           |
| Az akciócsapat igyekszik minél előbb megtalálni több gyermek elrablóját. Red próbálja felkutatni azt a férfit, aki képes mindent megtalálni. Liz nagy változást fontolgat. |     |                                                             |                     |                                                                       |                                     |             |               |
| 132. | 21. | Anna McMahon (Anna McMahon)                                 | Michael Caracciolo  | Taylor Martin & Kelli Johnson                                         | 2019. május 10. 2019. május 11.     | 4,03 millió | 621           |
| Egy elnöki tanácsadó szembeszáll Cooperrel és az akciócsoporttal. A kérdés az, hogy ki szerzi meg az Egyesült Államok elleni összeesküvés részleteit tartalmazó iratokat.  |     |                                                             |                     |                                                                       |                                     |             |               |
| 133. | 22. | Robert Diaz (Robert Diaz)                                   | Bill Roe            | Jon Bokenkamp, John Eisendrath & Lukas Reiter                         | 2019. május 17. 2019. május 18.     | 4,46 millió | 622           |
| Miután az elnök terve világossá vált, Liz csapata a katasztrófa elhárításán dolgozik. Red találkozik egy férfival, aki tud valamit a múltjáról.                            |     |                                                             |                     |                                                                       |                                     |             |               |

### 7. évad (2019–2020)
| Sor. | Év. | Cím                                                           | Rendező             | Író                             | Premier                               | Nézettség   | Gyártási szám |
| --- | --- | ------------------------------------------------------------- | ------------------- | ------------------------------- | ------------------------------------- | ----------- | ------------- |
| 134. | 1.  | Louis T. Steinhil (Louis T. Steinhil)                         | Bill Roe            | John Eisendrath & Jon Bokenkamp | 2019. október 4. 2019. október 5.     | 4,05 millió | 701           |
| Red arra ébred, hogy fogságba esett, és nem tudja, kiben bízhat. Liz és a csapat ismeretlen terepre merészkedik, amikor megpróbálja megtalálni a férfit.                  |     |                                                               |                     |                                 |                                       |             |               |
| 135. | 2.  | Louis T. Steinhil: Végkifejlet (Louis T. Steinhil: Conclusio) | Cort Hessler        | Lukas Reiter                    | 2019. október 11. 2019. október 12.   | 3,78 millió | 702           |
| Miközben Liz és a különítmény Redet keresi, a férfi nem várt szövetségestől kap segítséget, és rájön, hogy nem ő Katarina egyetlen célpontja.                             |     |                                                               |                     |                                 |                                       |             |               |
| 136. | 3.  | A romlás virágai (Les Fleurs Du Mal)                          | Lisa Robinson       | Kelli Johnson & Taylor Martin   | 2019. október 18. 2019. október 19.   | 3,57 millió | 703           |
| Aram beépül a jómódú, ám vérszomjas tagságú titkos társaságba. Red felkeresi egy régi ismerősét, akinek köze van a rejtélyes Townsend-direktívához.                       |     |                                                               |                     |                                 |                                       |             |               |
| 137. | 4.  | Kuvait (Kuwait)                                               | Stephanie Marquardt | Sean Hennen                     | 2019. október 25. 2019. október 26.   | 3,61 millió | 704           |
| Coopert újra kísérteni kezdi a múltja és egy Kuvaitban történt régi „mocskos kis ügy”, amikor egy hosszú ideje halottnak hitt tiszttársa hadifogolyként kerül elő.        |     |                                                               |                     |                                 |                                       |             |               |
| 138. | 5.  | Norman Devane (Norman Devane)                                 | Kurt Kuenne         | Noah Schechter                  | 2019. november 1. 2019. november 2.   | 3,94 millió | 705           |
| Liz és a csapat egy hírhedt bérgyilkost üldöz, aki előszeretettel használ vírusokat fegyverként. Red és Dembe egy bandavezér után nyomoz Kubában.                         |     |                                                               |                     |                                 |                                       |             |               |
| 139. | 6.  | Dr. Lewis Powell (Dr. Lewis Powell)                           | Christine Gee       | Sam Christopher                 | 2019. november 8. 2019. november 9.   | 4,19 millió | 706           |
| Francesca Campbell még jobban belegabalyodik Red ügyeibe, miközben egy mesterséges intelligenciával foglalkozó kutató halála miatt riasztják őt és a különítményt.        |     |                                                               |                     |                                 |                                       |             |               |
| 140. | 7.  | Hannah Hayes (Hannah Hayes)                                   | Adam Weisinger      | Daniel Cerone                   | 2019. november 15. 2019. november 16. | 3,98 millió | 707           |
| A csapat egy kormányzó hirtelen eltűnését és újra feltűnését vizsgálja. Red és Dembe szemmel tart valakit, aki közel áll Katarina Rostovához.                             |     |                                                               |                     |                                 |                                       |             |               |
| 141. | 8.  | A hawaladar (The Hawaladar)                                   | Paul Holahan        | Jon Bokenkamp & Lukas Reiter    | 2019. november 22. 2019. november 23. | 3,91 millió | 708           |
| Red és a különítmény egy feketelistás bűnözőt keres, aki lenyomozhatatlan pénzátutalásokra specializálódott. Agnes nyugtalanító dolgot mond Liznek.                       |     |                                                               |                     |                                 |                                       |             |               |
| 142. | 9.  | Orion Költöztetési Szolgáltatások (Orion Relocation Services) | Stephanie Marquardt | Sean Hennen & Taylor Martin     | 2019. december 6. 2019. december 7.   | 3,67 millió | 709           |
| Red és Liz egy csoport után nyomoz, amely titokban bűnözőknek segít felszívódni. Katarina egy régi baráttól szeretne információt szerezni a Townsend-direktíváról.        |     |                                                               |                     |                                 |                                       |             |               |
| 143. | 10. | Katarina Rosztova (Katarina Rostova)                          | Daniel Willis       | Daniel Cerone                   | 2019. december 13. 2019. december 14. | 3,87 millió | 710           |
| Red és az egység ellátogat egy korábbi feketelistáshoz, miközben Liznek kulcsfontosságú döntést kell meghoznia.                                                           |     |                                                               |                     |                                 |                                       |             |               |
| 144. | 11. | Victoria Fenberg (Victoria Fenberg)                           | Bill Roe            | T Cooper & Allison Glock-Cooper | 2020. március 20. 2020. március 21.   | 5,38 millió | 711           |
| Liznek és Resslernek bízniuk kell egymásban. Aram szerelmi élete megbonyolódik, Red pedig egy csalót keres, aki akadályozza a lopott műtárgyak eladására irányuló teveit. |     |                                                               |                     |                                 |                                       |             |               |
| 145. | 12. | Cornelius Ruck (Cornelius Ruck)                               | John Terlesky       | Lukas Reiter                    | 2020. március 27. 2020. március 28.   | 4,73 millió | 712           |
| Red lopott műtárgyakkal akar pénzt keresni, és a terv részeként találkozik egy volt szeretőjével, de a vendégek rejtélyes módon hullani kezdenek a szigeten.              |     |                                                               |                     |                                 |                                       |             |               |
| 146. | 13. | Newton Purcell (Newton Purcell)                               | Michael Caracciolo  | Noah Schechter                  | 2020. április 3. 2020. április 4.     | 4,67 millió | 713           |
| Egy különös betegségben szenvedő férfi adatközpontokat támad meg. Liz titkokban külön nyomozást folytat. Glen igyekszik bebizonyítani Rednek, hogy a hasznára tud lenni.  |     |                                                               |                     |                                 |                                       |             |               |
| 147. | 14. | Twami Ullulaq (Twamie Ullulaq)                                | Victor Nelli, Jr.   | Daniel Cerone                   | 2020. április 10. 2020. április 11.   | 4,86 millió | 714           |
| Az Alaszka-háromszögben történt rejtélyes eltűnés személyes ügy Park ügynök számára. Aram és Red megpróbálja kideríteni, hogy mi történt Elodie férjével.                 |     |                                                               |                     |                                 |                                       |             |               |
| 148. | 15. | Gordon Kemp (Gordon Kemp)                                     | Andrew McCarthy     | Jonathan Shapiro & Lukas Reiter | 2020. április 17. 2020. április 18.   | 4,83 millió | 715           |
| Egy fegyvergyártó ügye miatt Red és az egység többi tagja, beleértve Lizt is, szembekerül egymással. A paranoiás Ilya Koslov azt hiszi, hogy valaki megfigyeli.           |     |                                                               |                     |                                 |                                       |             |               |
| 149. | 16. | Nyle Hatcher (Nyle Hatcher)                                   | Tessa Blake         | Katie Bockes                    | 2020. április 24. 2020. április 25.   | 4,83 millió | 716           |
| Egy döglött akta, amelyet Liz profilozóként vizsgált az FBI számára, elvezeti a különítményt egy temetkezési vállalkozóhoz, aki bizarr pénzkeresési módot alkalmaz.       |     |                                                               |                     |                                 |                                       |             |               |
| 150. | 17. | Testvérek (Brothers)                                          | Mahesh Pailoor      | Sean Hennen                     | 2020. május 1. 2020. május 2.         | 4,50 millió | 717           |
| Ressler és testvére, Robbie visszatérnek Detroitba amikor hírét veszik, hogy 25 éve eltemetett titkukra hamarosan fény derülhet.                                          |     |                                                               |                     |                                 |                                       |             |               |
| 151. | 18. | Roy Cain (Roy Cain)                                           | Daniel Willis       | Aiah Samba                      | 2020. május 8. 2020. május 9.         | 4,55 millió | 718           |
| A sorozat 150. epizódjában Red, Liz és az egység kivizsgálja Dembe imámjának titokzatos elrablását, és lelepleznek egy korrupt börtönigazgatót.                           |     |                                                               |                     |                                 |                                       |             |               |
| 152. | 19. | A Kazanjian fivérek (The Kazanjian Brother)                   | Michael Caracciolo  | Kelli Johnson & Sam Christopher | 2020. május 15. 2020. május 16.       | 4,13 millió | 719           |
| Ebben a félig animációs epizódban a csapat olyan fivéreket üldöz, akik bűnözők biztonságáról gondoskodnak, Liz pedig végre választ Red és Katarina között.                |     |                                                               |                     |                                 |                                       |             |               |

### 8. évad (2020–2021)
| Sor. | Év. | Cím                                                           | Rendező             | Író                                            | Premier                               | Nézettség   | Gyártási szám |
| --- | --- | ------------------------------------------------------------- | ------------------- | ---------------------------------------------- | ------------------------------------- | ----------- | ------------- |
| 153. | 1.  | Roanoke (Roanoke)                                             | Andrew McCarthy     | Daniel Cerone                                  | 2020. november 13. 2020. november 17. | 3,72 millió | 801           |
| Liz tervet eszel ki az anyjával. Red Roanoke, egy legendás bűnöző nyomában vezeti az egységet, aki rendkívül összetett akciókat hajtott végre.                            |     |                                                               |                     |                                                |                                       |             |               |
| 154. | 2.  | Katarina Rosztova: Végkifejlet (Katarina Rostova: Conclusion) | Stephanie Marquardt | Lukas Reiter                                   | 2020. november 20. 2020. november 24. | 3,53 millió | 802           |
| Mialatt Liz kihallgat egy forrást, az egység a nyomozás következményeivel van elfoglalva. Mindez drasztikus lépéshez vezet, amely megváltoztatja Reddel való kapcsolatát. |     |                                                               |                     |                                                |                                       |             |               |
| 155. | 3.  | Behajtás (16 Ounces)                                          | Andrew McCarthy     | John Eisendrath & Jon Bokenkamp & Lukas Reiter | 2021. január 22. 2021. január 24.     | 3,27 millió | 803           |
| Red megbocsáthatatlan bűnét követően Liz otthagyja az akciócsoportot, hogy bosszúhadjáratba kezdjen – és életében először átlép egy határt.                               |     |                                                               |                     |                                                |                                       |             |               |
| 156. | 4.  | Elizabeth Keen (Elizabeth Keen)                               | Cort Hessler        | Sean Hennen                                    | 2021. január 29. 2021. január 31.     | 3,43 millió | 804           |
| A gyógyulófélben lévő Red és az egység számára Liz a legfontosabb akkor is, amikor a nő beindít egy új tervet, amely pusztító következményekkel jár.                      |     |                                                               |                     |                                                |                                       |             |               |
| 157. | 5.  | A Fribourgi Bizalmasok (The Fribourg Confidence)              | Andrew McCarthy     | Noah Schechter                                 | 2021. február 5. 2021. február 7.     | 3,44 millió | 805           |
| Liz Red ellen szervezkedik néhány hírhedt tolvaj segítségével. Cooper igyekszik titokban tartani az árulást – és megakadályozni Szabadúszó szabadon bocsátását.           |     |                                                               |                     |                                                |                                       |             |               |
| 158. | 6.  | A Wellstone Ügynökség (The Wellstone Agency)                  | Matthew McLoota     | Kelli Johnson                                  | 2021. február 12. 2021. február 14.   | 3,44 millió | 806           |
| Egy szövetséges váratlan halála nehéz helyzetbe hozza Redet, amelyben szerephez jut egy piknikvacsora, Huey Lewis, az énekes és a Szabadság-szobor.                       |     |                                                               |                     |                                                |                                       |             |               |
| 159. | 7.  | Vegyész Mary (Chemical Mary)                                  | Christine Moore     | Daniel Cerone                                  | 2021. február 19. 2021. február 21.   | 3,38 millió | 807           |
| Az egység akcióba lendül, hogy megállítson két rendkívül veszélyes, feketelistás személyt, miközben Cooper hírszerzési segítséget kap egy képviselőtől.                   |     |                                                               |                     |                                                |                                       |             |               |
| 160. | 8.  | Ogden Greeley (Ogden Greeley)                                 | Michael Caracciolo  | Lukas Reiter                                   | 2021. február 26. 2021. február 28.   | 3,57 millió | 808           |
| Az egység versenyt fut az idővel, hogy elkapjanak egy védelmi alvállalkozót, aki olyan államtitkokat bocsát árverésre, amelyek egy háború kirobbanásához vezethetnek.     |     |                                                               |                     |                                                |                                       |             |               |
| 161. | 9.  | A játék vesztese (The Cyranoid)                               | Andrew McCarthy     | Allison Glock-Cooper & T Cooper                | 2021. március 5. 2021. március 7.     | 3,22 millió | 809           |
| Red igyekszik ellensúlyozni Liz merész lépését, miközben az egységet sokkolja egy vállalkozás, amely hasonmásokat biztosít bűnözőknek.                                    |     |                                                               |                     |                                                |                                       |             |               |
| 162. | 10. | Az orosz csomó (Dr. Laken Perillos)                           | Phil Bertelsen      | Aiah Samba                                     | 2021. március 12. 2021. március 14.   | 3,30 millió | 810           |
| Liz és Townsend új szövetsége veszélybe sodorja Redet, amikor a férfit egy szokatlan módszereket alkalmazó kínvallató hallgatja ki.                                       |     |                                                               |                     |                                                |                                       |             |               |
| 163. | 11. | Captain Kidd (Captain Kidd)                                   | Andrew McCarthy     | Sam Christopher                                | 2021. március 26. 2021. március 28.   | 3,29 millió | 811           |
| Az egység meg akar akadályozni egy emberrablást, de ehhez meg kell találniuk az egyént, aki geocaching segítségével bonyolítja le a háborúzó felek közötti tranzakciókat. |     |                                                               |                     |                                                |                                       |             |               |
| 164. | 12. | Rakitin (Rakitin)                                             | Mahesh Pailoor      | Lukas Reiter                                   | 2021. április 2. 2021. április 4.     | 3,29 millió | 812           |
| Red és Cooper veszélybe kerül, amikor az egység azonosítani próbál egy orosz téglát, aki beépült az Egyesült Államok kormányába.                                          |     |                                                               |                     |                                                |                                       |             |               |
| 165. | 13. | Anne (Anne)                                                   | Andrew McCarthy     | Sean Hennen                                    | 2021. április 16. 2021. április 18.   | 3,53 millió | 813           |
| Red meglátogatja egy régi barátját vidéki otthonában, azonban semmi sem veszélytelen, amit Raymond Reddington tesz.                                                       |     |                                                               |                     |                                                |                                       |             |               |
| 166. | 14. | Mizéria (Misere)                                              | Christine Gee       | Jon Bokenkamp & John Eisendrath                | 2021. április 23. 2021. április 25.   | 3,44 millió | 814           |
| Liz visszatekint a Reddel közös múltjuk kulcsfontosságú pillanataira, és sorsfordító döntést hoz: szövetkezik egy korábbi, befolyásos ellenséggel.                        |     |                                                               |                     |                                                |                                       |             |               |
| 167. | 15. | Az orosz csomó (The Russian Knot)                             | Juan Avella         | Katie Bockes                                   | 2021. április 30. 2021. május 2.      | 3,35 millió | 815           |
| Townsend megbízza Lizt, hogy bizonyítsa be, Red valójában N-13. Eközben az egység egy szovjet kódfejtő eszközt keres, amely sok mindenre válasszal szolgálhat.            |     |                                                               |                     |                                                |                                       |             |               |
| 168. | 16. | Nicholas Obenrader (Nicholas Obenrader)                       | Daniel Willis       | Taylor Martin                                  | 2021. május 7. 2021. május 9.         | 3,20 millió | 816           |
| Red be akar szervezni egy ügynököt, hogy beépülhessen Townsend szervezetébe. Liz és az egység új nyomokat követ, amelyek felfedhetik N-13 személyazonosságát.             |     |                                                               |                     |                                                |                                       |             |               |
| 169. | 17. | Ivan Stepanov (Ivan Stepanov)                                 | Adam Weisinger      | David Merritt                                  | 2021. május 14. 2021. május 16.       | 3,09 millió | 817           |
| Rednek meg kell mentenie Ivan Sztyepanovot, régi keleti barátját, aki túl sok titkot tud róla és akit Liz és Townsend elrabolt.                                           |     |                                                               |                     |                                                |                                       |             |               |
| 170. | 18. | Próteusz (The Protean)                                        | Michael Caracciolo  | Justine Neubarth                               | 2021. május 21. 2021. május 23.       | 3,27 millió | 818           |
| Red és az egység rájön, hogy Liz egy kegyetlen bérgyilkos célpontjává vált, ezért mindent elkövetnek, hogy megállítsák, mielőtt túl késő lesz.                            |     |                                                               |                     |                                                |                                       |             |               |
| 171. | 19. | Balthazar 'Bino' Baker (Balthazar "Bino" Baker)               | Christine Moore     | Lukas Reiter                                   | 2021. május 28. 2021. május 30.       | 3,33 millió | 819           |
| Red segítséget kap egy hivatásos gyilkostól, aki értékes szállítmányok mozgatására szakosodott illegális hálózaton keresztül.                                             |     |                                                               |                     |                                                |                                       |             |               |
| 172. | 20. | Godwin Pag (Godwin Page)                                      | John Terlesky       | Lukas Reiter                                   | 2021. június 4. 2021. június 6.       | 3,16 millió | 820           |
| Townsend támadása együttműködésre kényszeríti Redet, Lizt és Dembét, miközben Red kénytelen felfedni az igazság egy részét.                                               |     |                                                               |                     |                                                |                                       |             |               |
| 173. | 21. | A kezdet (Nachalo)                                            | Kurt Kuenne         | John Eisendrath & Jon Bokenkamp & Lukas Reiter | 2021. június 16. 2021. június 20.     | 2,35 millió | 821           |
| Red arra kéri Lizt, felejtsen el mindent, amit tud, és feltárja neki titkos birodalmának rejtélyeit és közös múltjuk történetét.                                          |     |                                                               |                     |                                                |                                       |             |               |
| 174. | 22. | A vég (Konets)                                                | John Terlesky       | Jon Bokenkamp & John Eisendrath                | 2021. június 23. 2021. június 27.     | 2,24 millió | 822           |
| Az évadzáró epizódban Red végre eleget tesz Liz felkavaró kérésének feltárja előtte igazi személyiségét.                                                                  |     |                                                               |                     |                                                |                                       |             |               |

### 9. évad (2021–2022)
| Sor. | Év. | Cím                                                                    | Rendező            | Író                             | Premier                               | Nézettség   | Gyártási szám |
| --- | --- | ---------------------------------------------------------------------- | ------------------ | ------------------------------- | ------------------------------------- | ----------- | ------------- |
| 175. | 1.  | A nyúzó (The Skinner)                                                  | Christine Moore    | John Eisendrath & Lukas Reiter  | 2021. október 21. 2021. október 22.   | 3,11 millió | 901           |
| Két évvel a feloszlásuk után a különítmény tagjai újra egyesülnek, amikor egyikük kötelességteljesítés közben megsérül, és egy újabb összeesküvésre derül fény.            |     |                                                                        |                    |                                 |                                       |             |               |
| 176. | 2.  | A nyúzó: Végkifejlet (The Skinner: Conclusion)                         | Matthew McLoota    | Lukas Reiter & John Eisendrath  | 2021. október 28. 2021. október 29.   | 2,81 millió | 902           |
| A kalózkodással és emberrablással kapcsolatos rejtélyek döbbenetes szervezési kihívások elé állítják az újonnan összeállított munkacsoportot.                              |     |                                                                        |                    |                                 |                                       |             |               |
| 177. | 3.  | Az SPL (The SPK)                                                       | Christine Moore    | Daniel Cerone                   | 2021. november 4. 2021. november 5.   | 3,09 millió | 903           |
| Aramnak nehéz döntést kell hoznia a jövőjéről. Egy lopott műtárgyakkal kapcsolatos ügy újra összehozza Redet egy múltbeli feketelistással.                                 |     |                                                                        |                    |                                 |                                       |             |               |
| 178. | 4.  | A bosszúálló angyal (The Avenging Angel)                               | Andrew McCarthy    | Sean Hennen                     | 2021. november 11. 2021. november 12. | 2,99 millió | 904           |
| Az akciócsoport egy feketelistásra vadászik, aki bosszúból visszaadja a lopott vagyontárgyakat jogos tulajdonosaiknak. Cooper megpróbál összerakni egy elveszett emléket.  |     |                                                                        |                    |                                 |                                       |             |               |
| 179. | 5.  | Benjamin T. Okara (Benjamin T. Okara)                                  | Jono Oliver        | Noah Schechter                  | 2021. november 18. 2021. november 19. | 2,94 millió | 905           |
| Red és az alakulat egy katonai technológiával kapcsolatos ügyben nyomoz. Cooper és Park magánélete egyre bonyolultabbá válik.                                              |     |                                                                        |                    |                                 |                                       |             |               |
| 180. | 6.  | Dr. Roberta Sand (Dr. Roberta Sand, Ph.D)                              | Andrew McCarthy    | T Cooper & Allison Glock-Cooper | 2021. december 9. 2021. december 10.  | 2,89 millió | 906           |
| Az akciócsoport egy befolyásos szervezettbűnöző-család újbóli felbukkanása ügyében nyomozva kideríti, hogy a család hirtelen visszatérésének köze lehet egy terapeutához.  |     |                                                                        |                    |                                 |                                       |             |               |
| 181. | 7.  | Az alvás és az ébrenlét határán (Between Sleep & Awake)                | Christine Moore    | Taylor Martin                   | 2022. január 6. 2022. január 7.       | 3,53 millió | 907           |
| A sorozatos visszaemlékezésekben Ressler felidézi, mi történt két évvel korábban, amikor megrázó személyes és szakmai veszteségét gyászolta.                               |     |                                                                        |                    |                                 |                                       |             |               |
| 182. | 8.  | Dr. Razmik Maier (Dr. Razmik Maier)                                    | Avi Youabian       | Justine Neubarth                | 2022. január 13. 2022. január 14.     | 3,41 millió | 908           |
| A gyilkossági csoport a profi teniszező halálától egy korrupt orvosig és sportfogadási szindikátusig követi a nyomokat. Ressler küzdelme egyre nehezebbé válik.            |     |                                                                        |                    |                                 |                                       |             |               |
| 183. | 9.  | Boukman Baptiste (Boukman Baptiste)                                    | Andrew McCarthy    | David Merritt                   | 2022. január 20. 2022. január 21.     | 3,43 millió | 909           |
| A Red társai elleni összehangolt támadások veszélybe sodorják Dembét, miközben a visszatekintésekből kiderül, milyen események vezettek oda, hogy FBI-ügynök legyen.       |     |                                                                        |                    |                                 |                                       |             |               |
| 184. | 10. | Arcane Wireless (Arcane Wireless)                                      | Michael Caracciolo | Sam Christopher                 | 2022. február 25. 2022. február 26.   | 2,94 millió | 910           |
| Red megpróbálja kihúzni egy társát a bajból. Az akciócsoport egy lenyomozhatatlan bűnözői mobilhálózat után kutat, váratlan következményekkel.                             |     |                                                                        |                    |                                 |                                       |             |               |
| 185. | 11. | A konglomerátum (The Conglomerate)                                     | Adam Weisinger     | Aiah Samba                      | 2022. március 4. 2022. március 5.     | 2,72 millió | 911           |
| Red mélyebbre ás a Liz halálához vezető eseményekben. A csapat egy olyan szervezet után nyomoz, amely korábbi kormányok által támogatott bérgyilkosokból áll.              |     |                                                                        |                    |                                 |                                       |             |               |
| 186. | 12. | Az elnök (The Chairman)                                                | Bethany Rooney     | Katie Bockes                    | 2022. március 18. 2022. március 19.   | 2,63 millió | 912           |
| A munkacsoport a sötét weben tőzsdét működtető célpontot üldöz. Red a végletekig megy, hogy megtaláljon egy nyomkövető eszközt. Cooper kapcsolatba lép a zsarolójával.     |     |                                                                        |                    |                                 |                                       |             |               |
| 187. | 13. | Genuine Models, Inc. (Genuine Models, Inc.)                            | Mahesh Pailoor     | T Cooper & Allison Glock-Cooper | 2022. március 25. 2022. március 26.   | 2,71 millió | 913           |
| Red újra kapcsolatba lép egy régi baráttal egy temetésen. A csapat szokatlan gyanúsítottra bukkan, miután egy escort szolgálat több vendégét holtan találják.              |     |                                                                        |                    |                                 |                                       |             |               |
| 188. | 14. | Eva Mason (Eva Mason)                                                  | John Terlesky      | Taylor Martin                   | 2022. április 1. 2022. április 2.     | 2,92 millió | 914           |
| A csoport nyugtalanító mintára bukkan Panabaker szenátor menyének az eltűnésével kapcsolatban. Red azon gondolkozik, meddig menjen el az igazság kiderítése során.         |     |                                                                        |                    |                                 |                                       |             |               |
| 189. | 15. | Andrew Kennison (Andrew Kennison)                                      | Mahesh Pailoor     | Lukas Reiter                    | 2022. április 8. 2022. április 9.     | 3,06 millió | 915           |
| Cooper védőőrizetben tart egy diákot, miközben a zsarolóját keresi, de a feszültség egyre nő, amikor a keresés és a csapat érdekei összeütköznek.                          |     |                                                                        |                    |                                 |                                       |             |               |
| 190. | 16. | Helen Maghi (Helen Maghi)                                              | John Terlesky      | Daniel Cerone                   | 2022. április 15. 2022. április 16.   | 2,85 millió | 916           |
| Mojtabai vonakodva veszi át a vezető szerepét, miközben az akciócsoport egy tagja őrizetben van. Red újabb célpontot nevez meg, akit nem elfogni, hanem elengedni kellene. |     |                                                                        |                    |                                 |                                       |             |               |
| 191. | 17. | El Conejo (El Conejo)                                                  | Andrew McCarthy    | Sean Hennen                     | 2022. április 22. 2022. április 23.   | 3,26 millió | 917           |
| Red egy lehetetlennek tűnő rablást vizsgál. Eközben az egység egyik tagját elfogja egy kartell vezetője.                                                                   |     |                                                                        |                    |                                 |                                       |             |               |
| 192. | 18. | Laszlo Jankowics (Laszlo Jankowics)                                    | Christine Gee      | Lukas Reiter                    | 2022. április 29. 2022. április 30.   | 3,09 millió | 918           |
| Ahogy a Liz halálát övező rejtély tovább mélyül, Red azon töpreng, hogy életben van-e egy korábbi munkatársa. Az egység egy pszichedelikumokkal kereskedő személyt üldöz.  |     |                                                                        |                    |                                 |                                       |             |               |
| 193. | 19. | A medvemaszk (The Bear Mask)                                           | Matthew McLoota    | Noah Schechter                  | 2022. május 6. 2022. május 7.         | 2,76 millió | 919           |
| Egy szörnyű robbanás után Red felkeresi egy szerettét. Érezve a közelmúlt nyomásának súlyát, Aram szokatlan utat választ a megkönnyebbülésre.                              |     |                                                                        |                    |                                 |                                       |             |               |
| 194. | 20. | Caelum Bank (Caelum Bank)                                              | Cort Hessler       | Sean Hennen                     | 2022. május 13. 2022. május 14.       | 2,77 millió | 920           |
| A Liz halálának okait kereső Red az akciócsoport segítségét kéri egy állandó mozgásban lévő alvilági bank felkutatásához.                                                  |     |                                                                        |                    |                                 |                                       |             |               |
| 195. | 21. | Marvin Gerard: Végkifejlet 1. rész (Marvin Gerard, Conclusion: Part 1) | Christine Moore    | Daniel Cerone                   | 2022. május 20. 2022. május 21.       | 2,70 millió | 921           |
| Miután megtudják, ki árulta el őket, Red és az egység akcióba lendül, hogy megpróbálják elfogni azt a személyt, aki felelős Liz haláláért.                                 |     |                                                                        |                    |                                 |                                       |             |               |
| 196. | 22. | Marvin Gerard: Végkifejlet 2. rész (Marvin Gerard, Conclusion: Part 2) | Cort Hessler       | Lukas Reiter                    | 2022. május 27. 2022. május 28.       | 2,82 millió | 922           |
| Red és Cooper egymásnak ellentmondó végcéllal küzd közös árulójuk ellen. A munkacsoport egyik fontos titka rossz kezekbe kerül.                                            |     |                                                                        |                    |                                 |                                       |             |               |

### 10. évad (2023)
| Sor. | Év. | Cím                                                               | Rendező            | Író                             | Premier                             | Nézettség   | Gyártási szám |
| --- | --- | ----------------------------------------------------------------- | ------------------ | ------------------------------- | ----------------------------------- | ----------- | ------------- |
| 197. | 1.  | Éjszakai bagoly (The Night Owl)                                   | Cort Hessler       | Lukas Reiter                    | 2023. február 26. 2023. február 27. | 2,32 millió | 1001          |
| Red felbukkan New Yorkban biztonsági őrök nélkül. Egy robbanás elvezeti Zumát és Resslert egy régi ellenséghez, akire a bosszúszomjas Wujing vadászik.                                   |     |                                                                   |                    |                                 |                                     |             |               |
| 198. | 2.  | A bálnavadász (The Whaler)                                        | Michael Caracciolo | Sean Hennen                     | 2023. március 5. 2023. március 6.   | 1,76 millió | 1002          |
| Kapcsolatot találnak Wujing és egy nagymenő hazárdőröknek privát pókerjátékokat szervező feketelistás között az akciócsoport pedig helyet szerezne magának az asztalnál.                 |     |                                                                   |                    |                                 |                                     |             |               |
| 199. | 3.  | A négy fegyver (The Four Guns)                                    | Matthew McLoota    | Katie Bockes                    | 2023. március 12. 2023. március 13. | 1,89 millió | 1003          |
| Egy dörzsölt tolvajbandát gyanúsítanak egy gyilkossági kísérlettel, de amikor Red és a csapat mélyebbre ás, lelepleznek egy bukott hőst, aki készül valamire.                            |     |                                                                   |                    |                                 |                                     |             |               |
| 200. | 4.  | A Hiéna (The Hyena)                                               | John Terlesky      | Daniel Cerone                   | 2023. március 19. 2023. március 21. | 1,72 millió | 1004          |
| Red és Robert nyomok sorát követi, hogy megszerezzenek egy digitális tárcában lapuló vagyont, ám nincsenek egyedül: egy erőszakos bűnöző szintén a pénz nyomában van.                    |     |                                                                   |                    |                                 |                                     |             |               |
| 201. | 5.  | A Dockery-ügy (The Dockery Affair)                                | Ruben Garcia       | T Cooper & Allison Glock-Cooper | 2023. március 26. 2023. március 28. | 1,78 millió | 1005          |
| Egy bírónő gyilkossága olyan férfihoz vezeti Siyát és Resslert, akinek kertje titkokat rejt. Wujing megpróbálja a csapatába állítani Red egyik legközelebbi szövetségesét.               |     |                                                                   |                    |                                 |                                     |             |               |
| 202. | 6.  | Dr. Laken Perillos: Végkifejlet (Dr. Laken Perillos: Conclusion)  | Michael Caracciolo | Noah Schechter                  | 2023. április 2. 2023. április 4.   | 2,06 millió | 1006          |
| Miközben Wujing összeállítja feketelistásokból álló csapatát, hogy elkapja Redet, segít egy szadista orvosnak csapdát állítani a különleges egység egyik tagjának.                       |     |                                                                   |                    |                                 |                                     |             |               |
| 203. | 7.  | A szabadúszó: 2. rész (The Freelancer: Part 2)                    | Cort Hessler       | Sam Christopher                 | 2023. április 9. 2023. április 11.  | 2,12 millió | 1007          |
| A szabadúszó visszatér, és a halálos terve ezúttal egy csavart is rejt, hogy rávilágítson a kapcsolatra Red és az FBI között.                                                            |     |                                                                   |                    |                                 |                                     |             |               |
| 204. | 8.  | A Troll Farmer: 2. rész (The Troll Farmer: Part 2)                | Jono Oliver        | Taylor Martin                   | 2023. április 16. 2023. április 18. | 1,73 millió | 1008          |
| Egy feketelistás cseles internetes átverést követ el, hogy ellopjon egy titkos fegyvert, ami lebuktathatja az akciócsoportot. Red javaslatot tesz Herbie felfogadására.                  |     |                                                                   |                    |                                 |                                     |             |               |
| 205. | 9.  | A Troll Farmer: 3. rész (The Troll Farmer: Part 3)                | Christine Gee      | Lukas Reiter                    | 2023. április 23. 2023. április 25. | 1,69 millió | 1009          |
| Amikor veszélybe kerül az archívumuk, a csapat válaszokat követel a Troll Farmertől, Red pedig a tolvajok nyomába ered saját csavaros tervével.                                          |     |                                                                   |                    |                                 |                                     |             |               |
| 206. | 10. | A postás (The Postman)                                            | Kevin Berlandi     | Justine Neubarth                | 2023. április 30. 2023. május 2.    | 1,98 millió | 1010          |
| Egy börtönben történt lövöldözés egy bosszúszomjas, halálos vegyi fegyverrel felszerelkezett férfihoz vezeti az egységet, aki kapcsolatban áll Cooper múltjával.                         |     |                                                                   |                    |                                 |                                     |             |               |
| 207. | 11. | A kalapos férfi (The Man in the Hat)                              | Olenka Denysenko   | Daniel Cerone                   | 2023. május 7. 2023. május 9.       | 1,70 millió | 1011          |
| Egy kisbolt kirablását rögzítő videó bejárja az internetet – és Red is szerepel rajta. Siya rájön anyja titkára. Panabaker szenátor értesül Wujingről.                                   |     |                                                                   |                    |                                 |                                     |             |               |
| 208. | 12. | Dr. Michael Abani (Dr. Michael Abani)                             | Andrew McCarthy    | Noah Schechter                  | 2023. május 14. 2023. május 16.     | 1,66 millió | 1012          |
| Dembe exének segítségre van szüksége, amikor vőlegényét terrorizmussal vádolják meg, és halálra ítélik. Egy túlbuzgó politikus vizsgálódik az egység körül.                              |     |                                                                   |                    |                                 |                                     |             |               |
| 209. | 13. | A szicíliai színhiba (The Sicilian Error of Color)                | Mahesh Pailoor     | T Cooper & Allison Glock-Cooper | 2023. május 21. 2023. május 23.     | 1,55 millió | 1013          |
| Siya segít Rednek régiségeket árulni, és kap tőle egy csekket, amely elvezetheti őt a gyökereihez. Hudson egy politikai szövetségesnek köszönhetően közelebb kerül a céljához.           |     |                                                                   |                    |                                 |                                     |             |               |
| 210. | 14. | Seholsincs menyasszony (The Nowhere Bride)                        | Bethany Rooney     | Cristina Boada                  | 2023. május 28. 2023. május 30.     | 1,89 millió | 1014          |
| Egy friss házaspár férfi tagja eltűnik, majd Ressler és Zuma egy, a kulturális hagyományokkal visszaélő bűnöző nyomába erednek. Red felfedi Meera Malik önzetlen tettét.                 |     |                                                                   |                    |                                 |                                     |             |               |
| 211. | 15. | A mesterhármas (The Hat Trick)                                    | Adam Weisinger     | Katie Bockes & Sam Christopher  | 2023. június 1. 2023. június 3.     | 2,78 millió | 1015          |
| Hudsonnal és Dorf szenátorral a nyakában az akciócsoportnak bizonyítania kell a létjogosultságát három új ügy megoldásával. A gond az, hogy mind ugyanahhoz kapcsolódik.                 |     |                                                                   |                    |                                 |                                     |             |               |
| 212. | 16. | Blair Foster (Blair Foster)                                       | Saray Guidetti     | Taylor Martin                   | 2023. június 1. 2023. június 3.     | 2,27 millió | 1016          |
| Amikor egy korrupt ügyvédet egy sor vállalati titkolózáshoz kötnek, Red segít a csapatnak kivizsgálni az ügyet. Panabaker szenátor és Cooper bírói döntésre vár a munkacsoport sorsáról. |     |                                                                   |                    |                                 |                                     |             |               |
| 213. | 17. | A Morgana Logistics vállalat (The Morgana Logistics Corporation)  | Andrew McCarthy    | Aiah Samba                      | 2023. június 8. 2023. június 10.    | 2,45 millió | 1017          |
| A munkacsoport a világ minden tájára csempészárut szállító csaló társaságok gyűrűjével találkozik. Hudson kongresszusi képviselő nyomozása fokozódik, amikor segítséget kér az FBI-tól.  |     |                                                                   |                    |                                 |                                     |             |               |
| 214. | 18. | Wormwood (Wormwood)                                               | Diego Klattenhoff  | Sam Eisendrath                  | 2023. június 22. 2023. június 24.   | 2,47 millió | 1018          |
| Red békéltetőt játszik két ellenséges család vacsoráján, amelyen egymás után lesznek rosszul a vendégek. Egy barátot megkörnyékeznek, hogy árulja el Resslert.                           |     |                                                                   |                    |                                 |                                     |             |               |
| 215. | 19. | 417-es szoba (Room 417)                                           | Andrew McCarthy    | James M. Feinberg               | 2023. június 29. 2023. július 1.    | 2,52 millió | 1019          |
| Az egység egy nukleáris dosszié ellen irányuló lopási kísérlet ügyében zajló nyomozás közben megdöbbentő felfedezést tesz, Hudson pedig készen áll rá, hogy lecsapjon.                   |     |                                                                   |                    |                                 |                                     |             |               |
| 216. | 20. | Arthur Hudson (Arthur Hudson)                                     | Christine Moore    | Sean Hennen                     | 2023. július 6. 2023. július 8.     | 2,43 millió | 1020          |
| Hudson jelentést tesz a főügyésznek, ezzel nehéz döntés elé állítva Coopert. Red elmondja Weechának a terveit, majd ajánlatot tesz neki.                                                 |     |                                                                   |                    |                                 |                                     |             |               |
| 217. | 21. | Raymond Reddington: 1. rész (Raymond Reddington: Part 1)          | Michael Caracciolo | Katie Bockes & Noah Schechter   | 2023. július 13. 2023. július 15.   | 2,81 millió | 1021          |
| Az akciócsoportnak Hudsonnal és az ügynökeivel szemben is helyt kell állniuk, miközben Redet üldözik, aki egy lépéssel előttük jár. Zuma kihágását rögzíti egy kamera.                   |     |                                                                   |                    |                                 |                                     |             |               |
| 218. | 22. | Raymond Reddington: Jó éjszakát! (Raymond Reddington: Good Night) | Michael Caracciolo | Lukas Reiter                    | 2023. július 13. 2023. július 15.   | 2,64 millió | 1022          |
| Nixon Reddel kapcsoltos fogadalma sokkolja az egységet. A fürdőház átkutatása nyomra vezeti Siyát egy hiányzó részlethez, és új irányba tereli Resslert.                                 |     |                                                                   |                    |                                 |                                     |             |               |